# Saint-Goazec
Saint-Goazec [sɛ̃gwazɛk] est une commune du département du Finistère, dans la région Bretagne, en France.

## Géographie

### Localisation
Saint-Goazec appartient par ses traditions au pays Dardoup. Le bourg est situé à vol d'oiseau à 20 km au sud-ouest de Carhaix-Plouguer, 30 km au nord-est de Quimper et 58 km au sud-est de Brest. La petite ville voisine de Châteauneuf-du-Faou n'est distante que de 3,5 km à vol d'oiseau et de 6,4 km par la route.

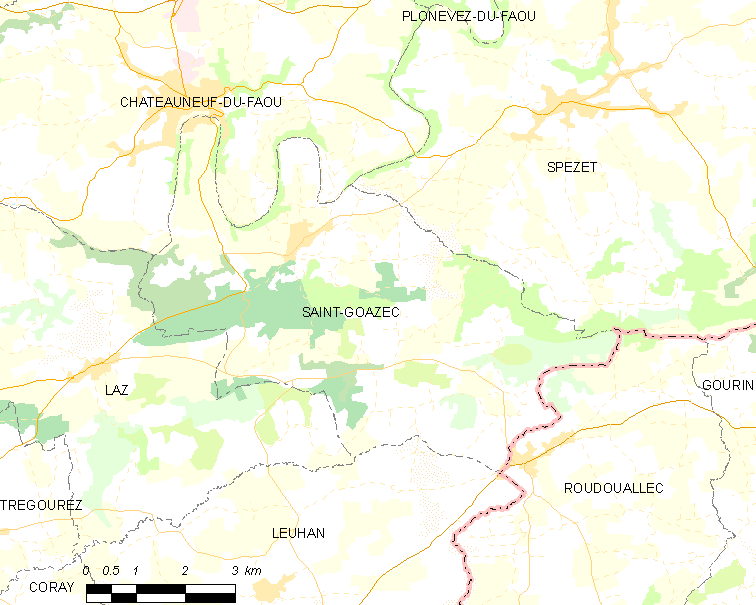
Carte de la commune de Saint-Goazec et des communes avoisinantes.

| Châteauneuf-du-Faou | Châteauneuf-du-Faou | Spézet      |
| Laz                 | Saint-Goazec        | Spézet      |
| Laz                 | Leuhan              | Roudouallec |

### Géographie physique
La commune de Saint-Goazec est délimitée au nord par le cours de l'Aulne canalisé, et à l'est par un de ses affluents, le Ster Pont Mine. L'Aulne sépare Saint-Goazec de Châteauneuf-du-Faou tandis que le Ster Pont Mine sépare Saint-Goazec de Spézet. La commune est très vallonnée et s'étage entre 33 mètres d'altitude au niveau du fond de la vallée de l' Aulne et 295 mètres au niveau des sommets appartenant à la chaîne des Montagnes Noires : le Roc'h an Aotroù situé à l'extrémité sud qui domine du haut de ses 304 mètres la vallée de l'Aulne et le Menez an Dug, 282 mètres, au pied duquel l'Odet prend sa source. La commune a une superficie de 33,76 km2 dont 8,94 km2 de bois. La forêt de Laz ou forêt départementale de Trévarez occupe en partie les terrains en pente du versant nord des Montagnes Noires. Une source naturelle, se trouvant dans une zone boisée et protégée de la forêt de Laz, est exploitée depuis 1967 par une usine d'embouteillage. L'eau minérale mise en bouteille est commercialisée sous la marque source Isabelle.
| - Carte topographique de la commune de Saint-Goazec. |

### Hydrographie
Pour un article plus général, voir Réseau hydrographique du Finistère.
La commune est située dans le bassin Loire-Bretagne. Elle est drainée par l'Aulne, le canal de Nantes à Brest, l'Odet, le Ster Pont Mine, le Ster en Dreucheu et divers autres petits cours d'eau,.
L'Aulne, d'une longueur de 144 km, prend sa source dans la commune de Lohuec et se jette  dans la rade de Brest en limite de Landévennec et de Rosnoen, après avoir traversé 27 communes.  Les caractéristiques hydrologiques de l'Aulne sont données par la station hydrologique située sur la commune de Châteauneuf-du-Faou. Le débit moyen mensuel est de 22,5 m3/s. Le débit moyen journalier maximum est de 417 m3/s, atteint lors de la crue du 28 janvier 1995. Le débit instantané maximal est quant à lui de 436 m3/s, atteint le même jour.
Le canal de Nantes à Brest est un canal, chenal et un estuaire et un cours d'eau naturel navigable sur une grande partie de son cours, d'une longueur de 364 km. Il prend sa source dans la commune de Nort-sur-Erdre et se jette  dans la Loire à Nantes. 
L'Odet, d'une longueur de 63 km, prend sa source dans la commune  et se jette  dans l'anse de Bénodet entre les communes de Combrit et de Bénodet, après avoir traversé onze communes. 

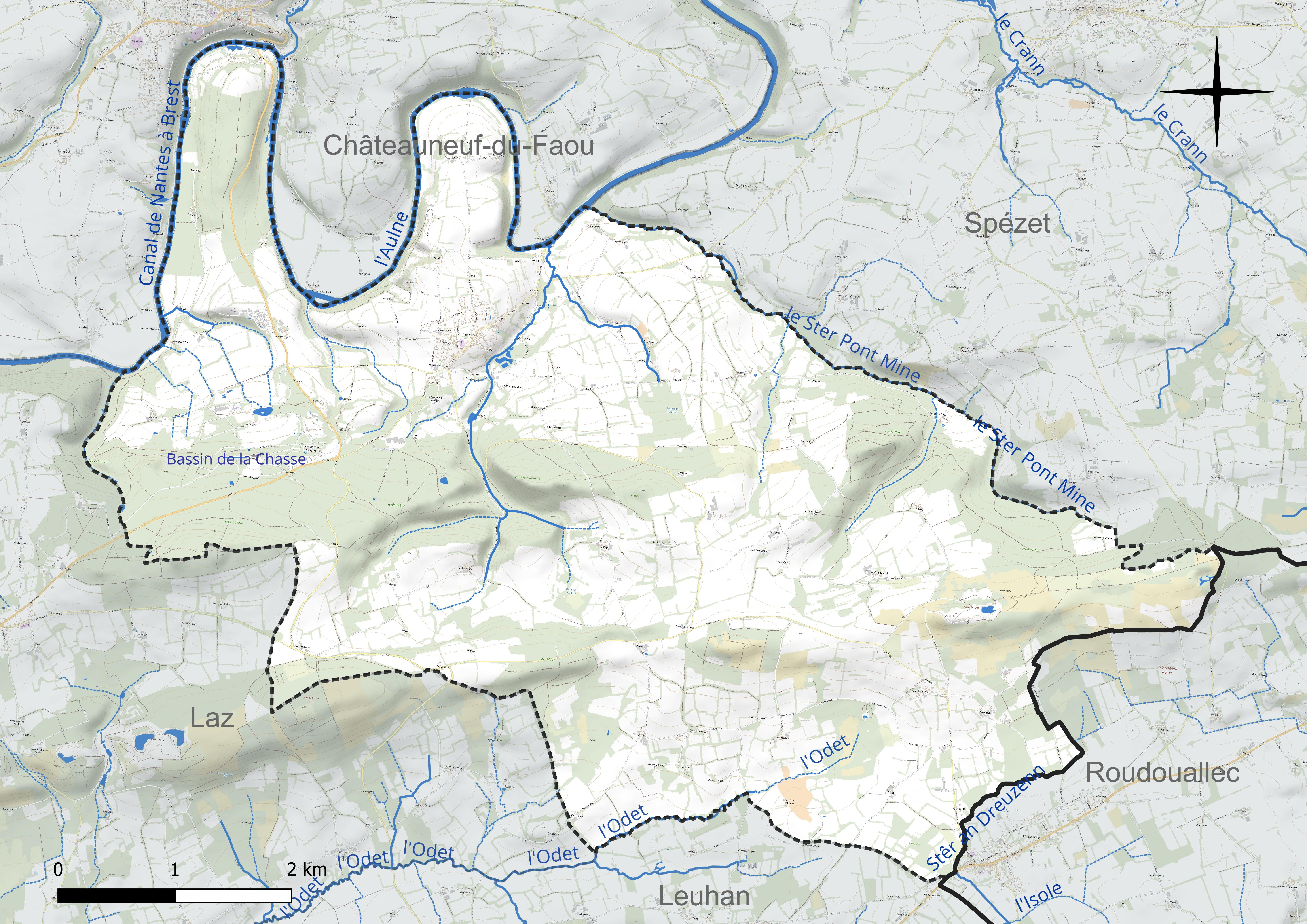
Réseau hydrographique de Saint-Goazec.

Un plan d'eau complète le réseau hydrographique : le bassin de la Chasse (0,2 ha),.

### Climat
Pour des articles plus généraux, voir Climat de la Bretagne et Climat du Finistère.
En 2010, le climat de la commune est de type climat océanique franc, selon une étude du CNRS s'appuyant sur une série de données couvrant la période 1971-2000. En 2020, Météo-France publie une typologie des climats de la France métropolitaine dans laquelle la commune est exposée à un climat océanique et est dans une zone de transition entre les régions climatiques « Finistère nord » et « Bretagne orientale et méridionale, Pays nantais, Vendée ». Parallèlement l'observatoire de l'environnement en Bretagne publie en 2020 un zonage climatique de la région Bretagne, s'appuyant sur des données de Météo-France de 2009. La commune est, selon ce zonage, dans la zone « Monts d'Arrée », avec des hivers froids, peu de chaleurs et de fortes pluies.
Pour la période 1971-2000, la température annuelle moyenne est de 11,1 °C, avec  une amplitude thermique annuelle de 11,5 °C. Le cumul annuel moyen de précipitations est de 1 154 mm, avec 16,6 jours de précipitations en janvier et 8,6 jours en juillet. Pour la période 1991-2020, la température moyenne annuelle observée sur la station météorologique la plus proche, située sur la commune de Coray à 12 km à vol d'oiseau, est de 11,3 °C et le cumul annuel moyen de précipitations est de 1 423,1 mm,. Pour l'avenir, les paramètres climatiques de la commune estimés pour 2050 selon différents scénarios d'émission de gaz à effet de serre sont consultables sur un site dédié publié par Météo-France en novembre 2022.

## Urbanisme

### Typologie
Au 1er janvier 2024, Saint-Goazec est catégorisée commune rurale à habitat dispersé, selon la nouvelle grille communale de densité à 7 niveaux définie par l'Insee en 2022.
Elle est située hors unité urbaine. Par ailleurs la commune fait partie de l'aire d'attraction de Châteauneuf-du-Faou, dont elle est une commune de la couronne,. Cette aire, qui regroupe 5 communes, est catégorisée dans les aires de moins de 50 000 habitants,.

### Occupation des sols

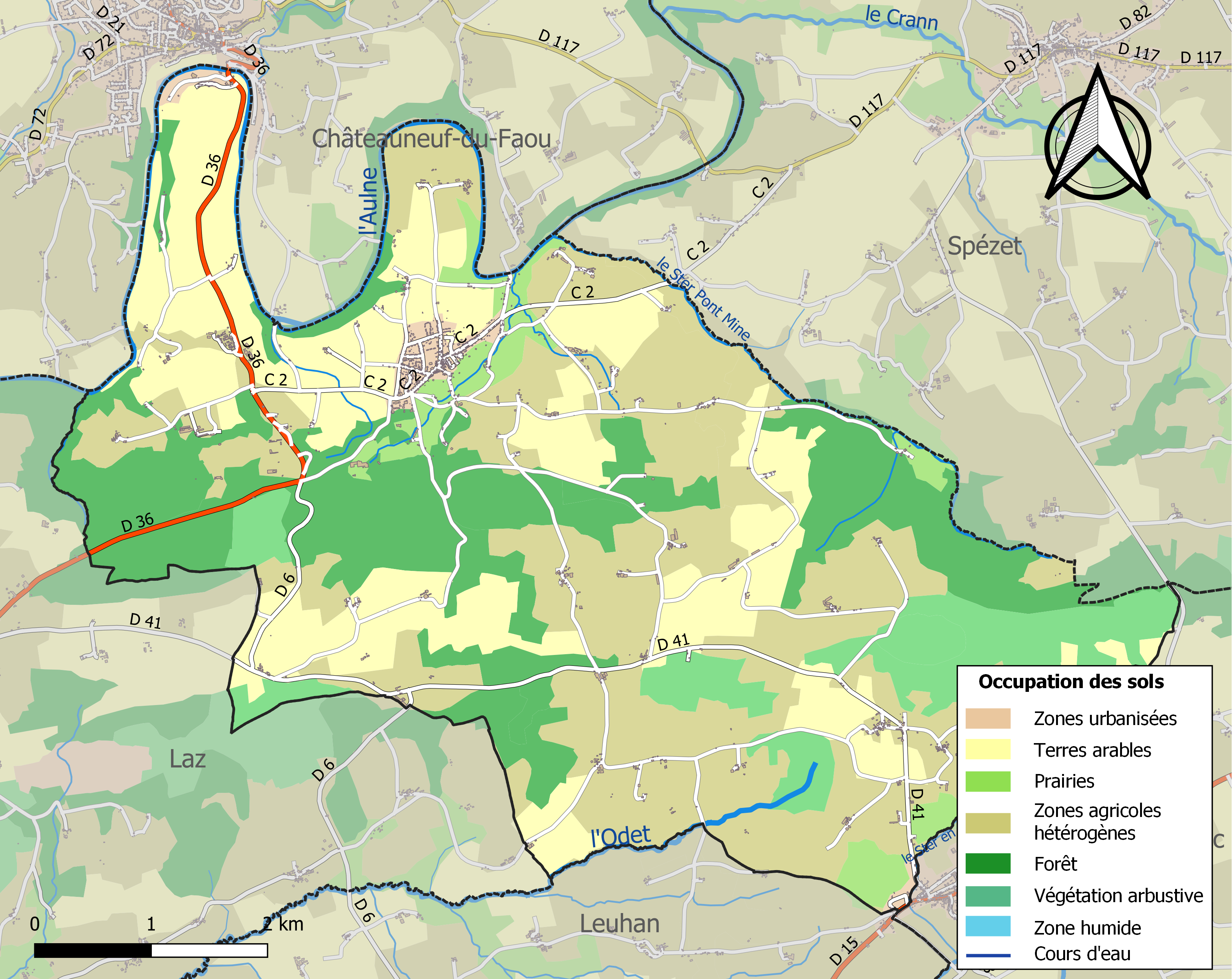
Carte des infrastructures et de l'occupation des sols de la commune en 2018 (CLC).

Le tableau ci-dessous présente l'occupation des sols de la commune en 2018, telle qu'elle ressort de la base de données européenne d'occupation biophysique des sols Corine Land Cover (CLC).
| Type d'occupation                                                                   | Pourcentage | Superficie (en hectares) |
| ----------------------------------------------------------------------------------- | ----------- | ------------------------ |
| Tissu urbain discontinu                                                             | 1,6 %       | 54                       |
| Terres arables hors irrigation                                                      | 25,4 %      | 849                      |
| Prairies et autres surfaces toujours en herbe                                       | 4,3 %       | 143                      |
| Systèmes culturaux et parcellaires complexes                                        | 34,3 %      | 1145                     |
| Surfaces essentiellement agricoles interrompues par des espaces naturels importants | 1,9 %       | 63                       |
| Forêts de feuillus                                                                  | 9,0 %       | 302                      |
| Forêts de conifères                                                                 | 10,2 %      | 339                      |
| Forêts mélangées                                                                    | 4,6 %       | 152                      |
| Landes et broussailles                                                              | 5,2 %       | 175                      |
| Forêt et végétation arbustive en mutation                                           | 3,5 %       | 116                      |
| Source : Corine Land Cover                                                          |             |                          |

L'occupation des sols met en évidence la prédominance des territoires agricoles sur la forêt et les milieux semi-naturels ainsi qu'une faible urbanisation du territoire. Les territoires agricoles, qui occupent 65,9 % de la surface communale, ont partiellement conservé leur structure bocagère. La forêt, qui occupe 23,8 % de la surface communale, est constitué pour moitié de feuillus et pour moitié de conifères. Les landes, présentes sur les hauteurs des Montagnes Noires, occupent une surface non négligeable.

## Toponymie
Le nom breton de la commune est (en breton : Sant-Wazeg).
Le nom de la localité est attesté sous les formes Saint Goazec en 1643, Saint Ouazec en 1695.
Saint-Goazec viendrait de saint Woazec ou Gwazec, disciple de saint Patrice et évêque en Irlande. Comme ce nom apparaît tardivement, il est fort probable qu'il s'agisse d'un « San Wazec », san (g)wazhek, c'est-à-dire littéralement une « vallée riche en sources et ruisseaux ».

## Histoire

### Les origines
Saint-Goazec est issu d'un démembrement de la paroisse de Laz sous le Concordat, époque à laquelle elle prend le statut de paroisse. Elle était jusque-là une trève de la seconde. Saint-Goazec dépendait de l'ancienne seigneurie de Laz également, puis de celle de La Roche et Laz dans l'ancien évêché de Cornouaille.
On trouve les appellations suivantes : Saint Goazec (en 1643), Saint Ouazec (en 1695), Saint Goazec (en 1700).

### Préhistoire

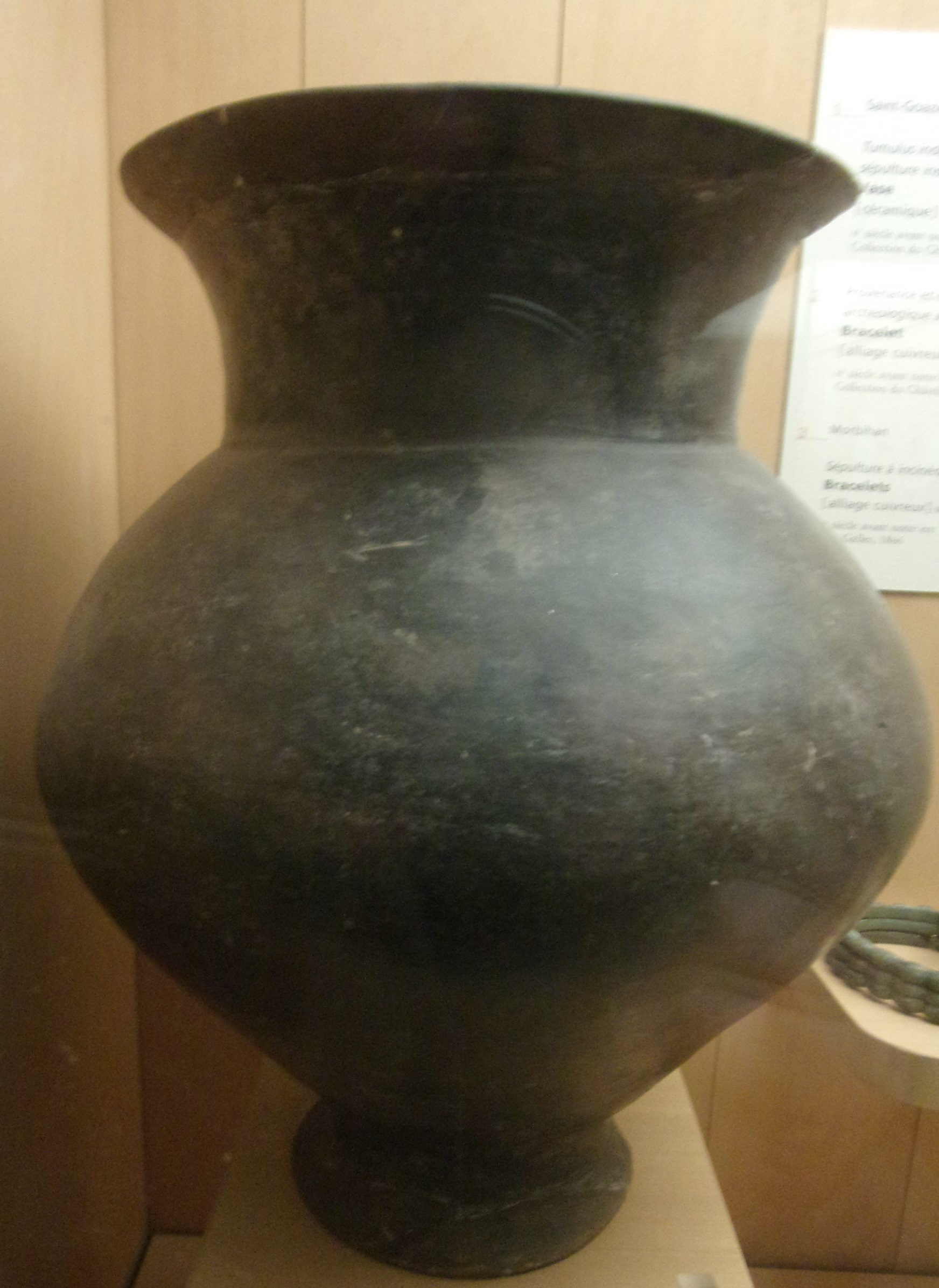
Vase en céramique datant du VIe siècle av. J.-C. trouvé lors de fouilles dans un tumulus à Saint-Goazec, collection du Chatellier, 1930 (musée d'Archéologie nationale)

La commune possède de nombreux monuments mégalithiques :
- L'allée couverte de Castel-Ruffel a été fouillée au début du XXe siècle par Maurice Halna du Fretay qui y a découvert des pointes de flèche et un épieu en schiste. Cette allée couverte se trouve à la base d'un camp préhistorique, composé de deux enceintes elliptiques concentriques, ayant respectivement 80  et   100 mètres de plus grand axe, formées de pierres amoncelées sans ciment, situé dans un site remarquable, un mamelon formant un des sommets les plus élevés des Montagnes Noires[22]. Une légende, racontée par Christophe-Paul de Robien en 1756 dans son ouvrage  Description historique, topographique et naturelle de l'ancienne Armorique, prétend que les morceaux de pierre du sommet du Castel-Ruffel seraient les restes d'un château et que le seigneur du lieu, fou de colère de voir sa fille s'enfuir avec son amant, un officier du château, aurait jeté les pierres du château dans leur direction, provoquant ainsi la ruine du château.
- Un alignement de dix menhirs datant du néolithique, dont sept étaient renversés et trois encore debout en 1901, hauts de 3  à   4 mètres, se trouve à Trimen, au bord de la route allant de Saint-Goazec à Roudouallec[23] ; ils ont été classés monument historique par arrêté du 9 mai 1914[24].
- Un autre alignement coudé, formé de trois menhirs et deux dolmens en ruines se trouve à Croas-an-Teurec, classés monument historique par arrêté du 8 février 1924[25].
- Deux autres menhirs se trouvent dans le bois de Quéinec.
- Le tumulus de Coat-Penn-Goat date de l'âge du bronze.

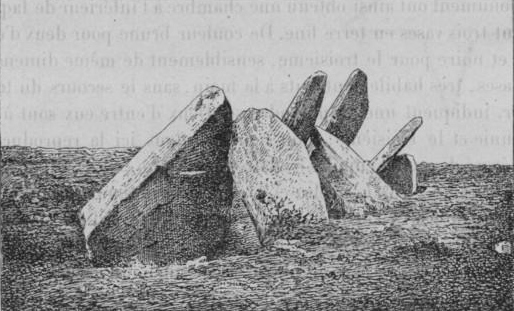
Les restes de l'allée couverte de Castel-Ruffel (dessin de 1901)
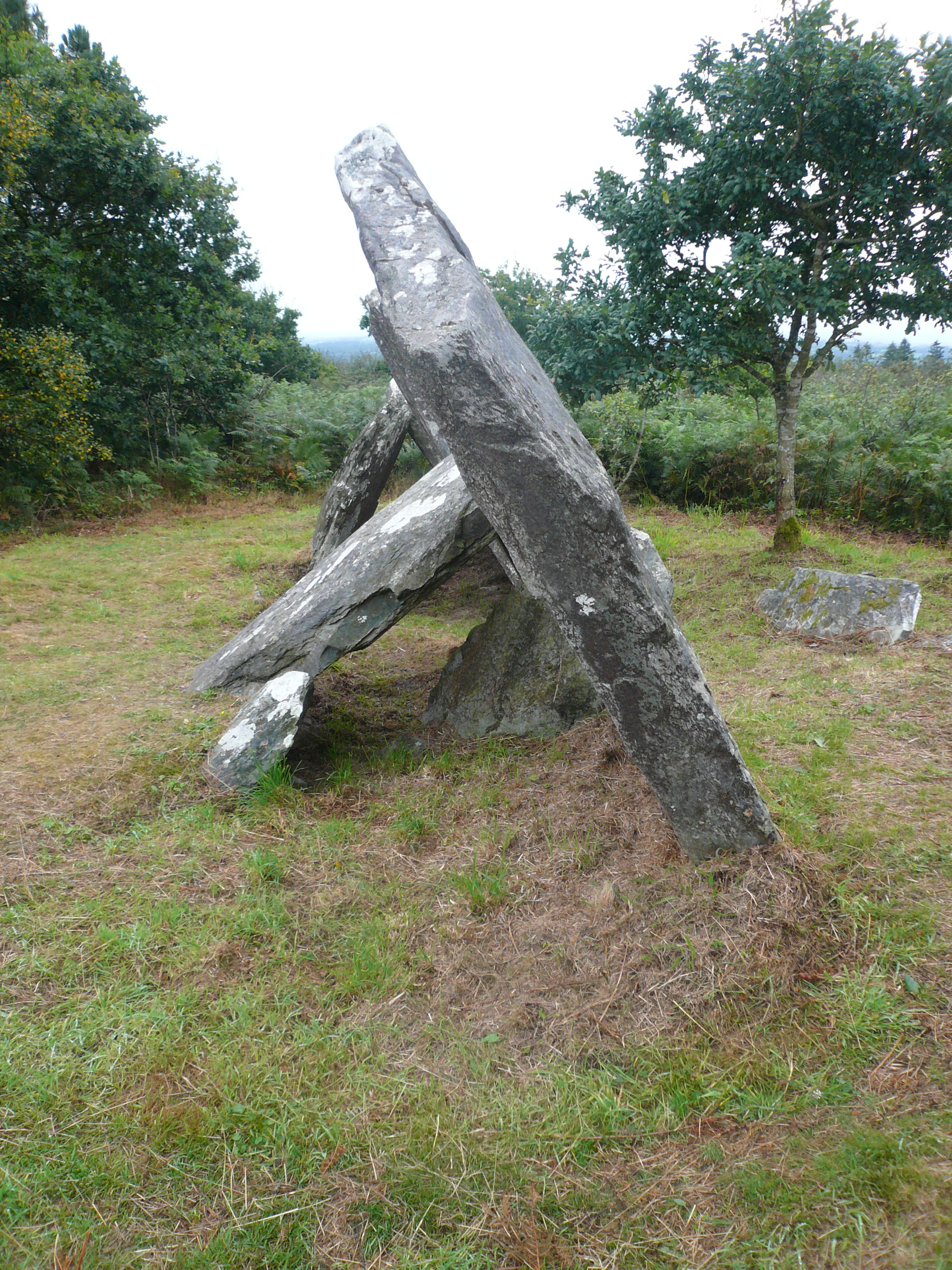
L'allée couverte de Castel-Ruffel (vue longitudinale)
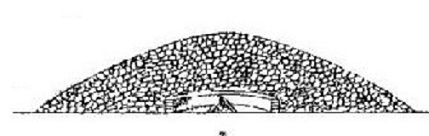
Coupe du tumulus de Coat-Penn-Goat en Saint-Goazec (dessin de Paul du Chatellier)
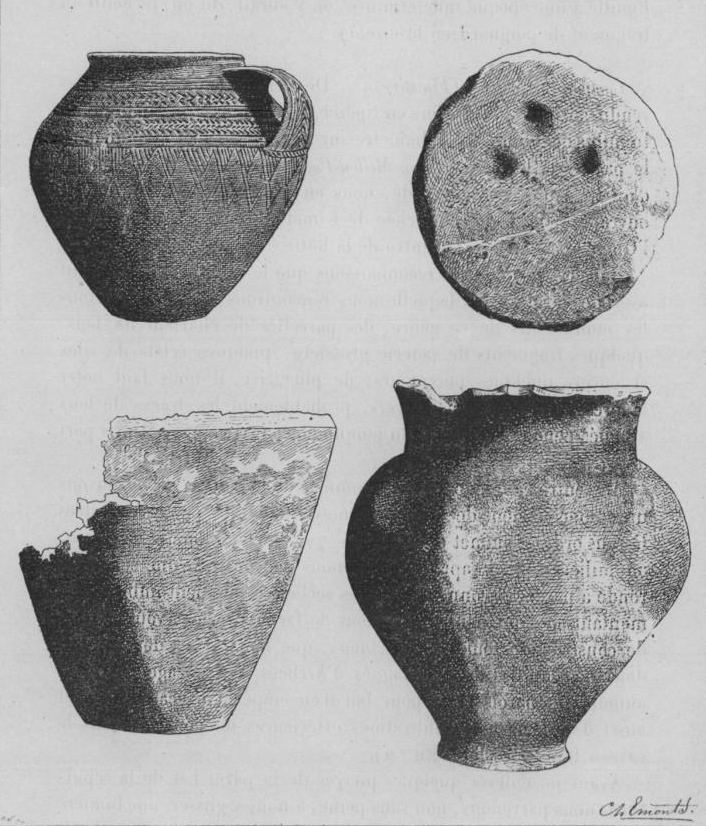
Pierre à cupules (en haut, à droite) et vase en terre cuite datant de l'âge du bronze trouvés dans le tumulus de Coat-Penn-Goat à Saint-Goazec (en bas à droite) ; les deux autres vases ont été trouvés à Spézet
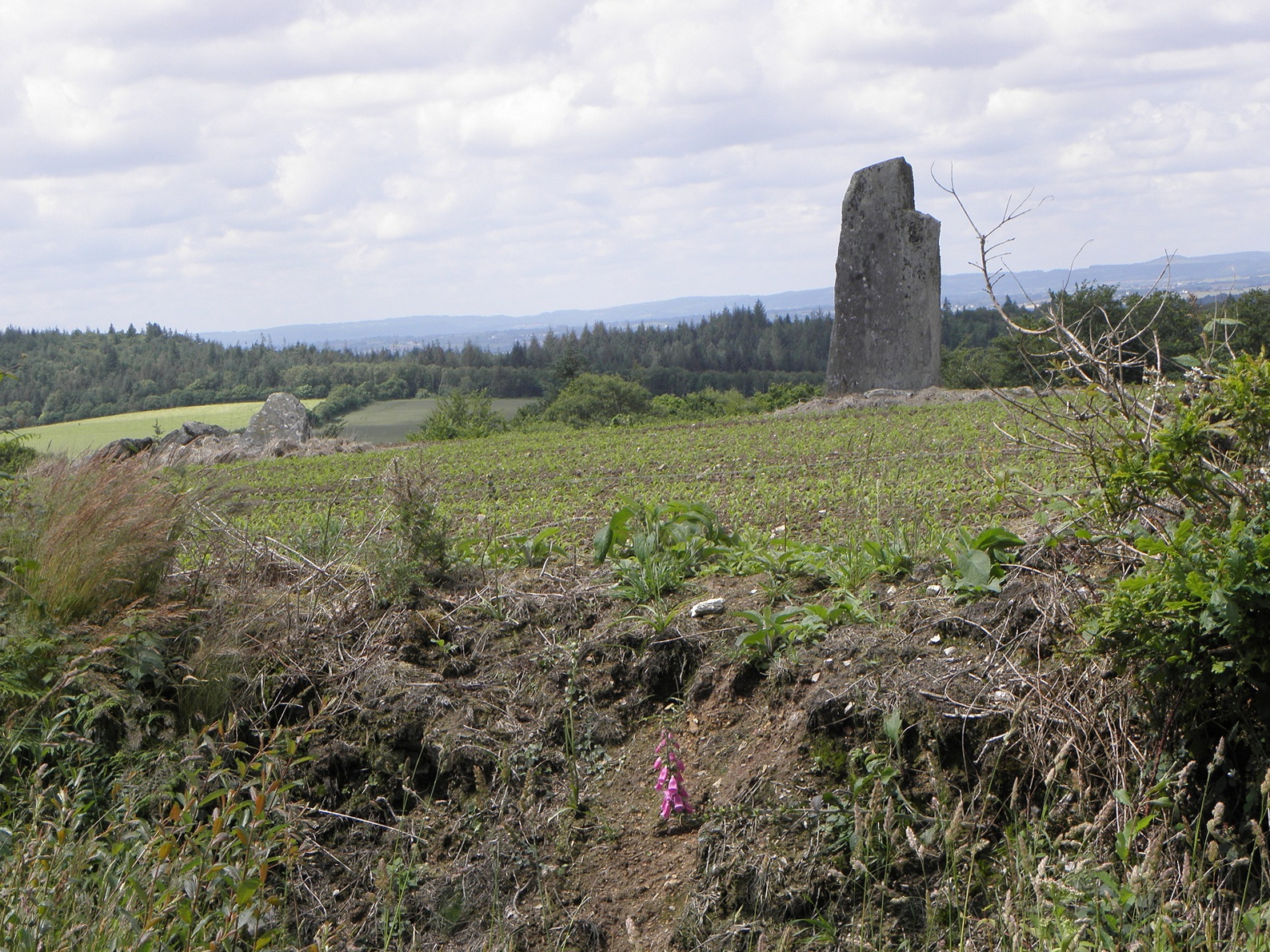
Saint-Goazec : l'alignement de menhirs de Trimen 1
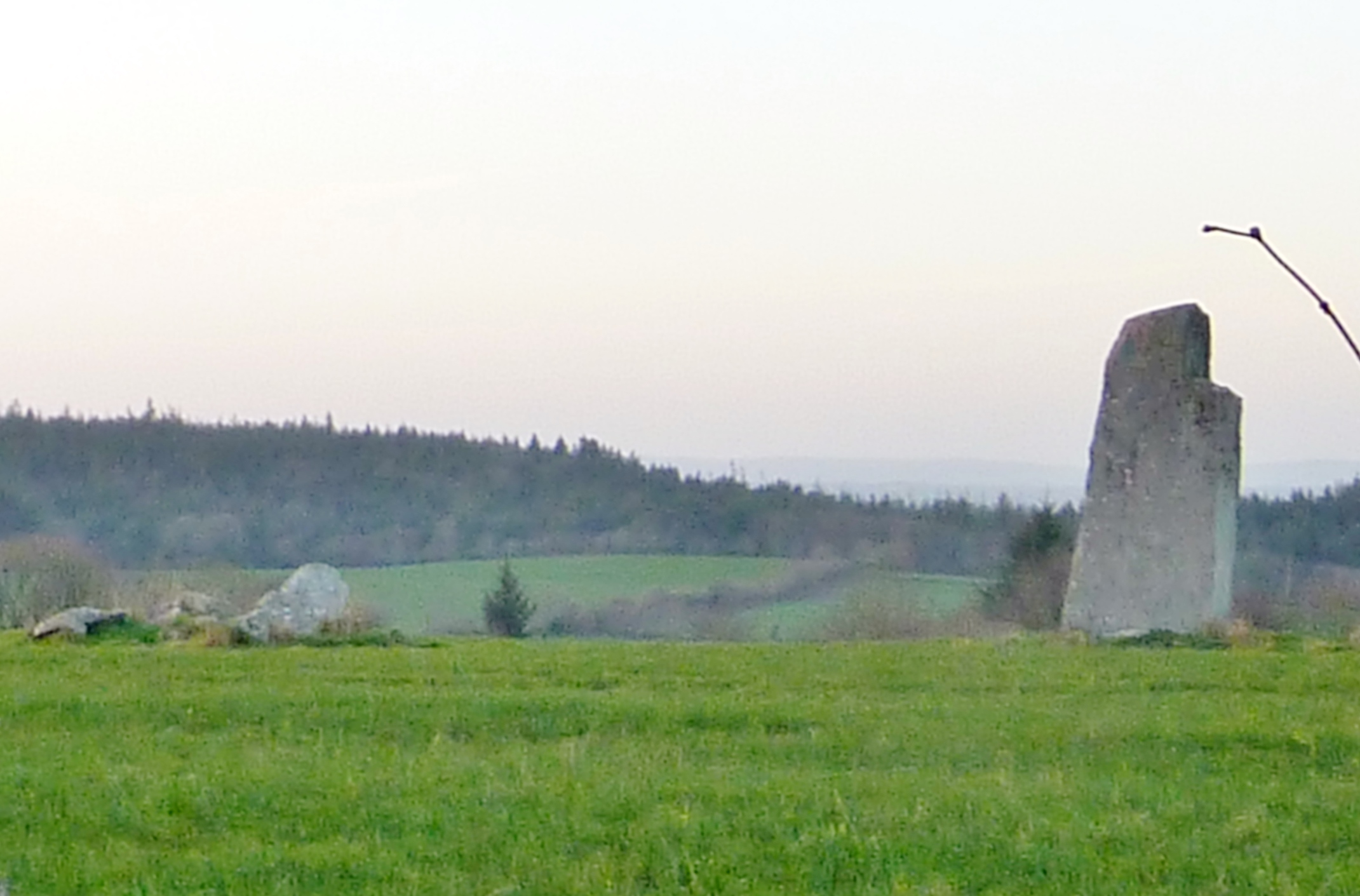
Saint-Goazec : l'alignement des menhirs de Trimen 2

### Moyen Âge
En 1486, les seigneurs de Laz font extraire du schiste ardoisier au lieu-dit Mengleuz-Moguer en Saint-Goazec. Au cours des XVe siècle et XVIe siècle, les ardoises de Saint-Goazec servent entre autres à couvrir la cathédrale Saint-Corentin de Quimper et l'église Saint-Maclou de Rouen.
Les seigneuries de Kerbigodou et La Salle-Penquélen dépendaient de la baronnie de Laz.

### Époque moderne
Un aveu d'Anne de Laval concernant la seigneurie de Kergorlay date de 1543.
Le fief de Trevarez appartient en 1601 à Jean de Linloët. Cette terre est saisie sur cette famille par Anne de Coatanezre, marquise de la Roche et Laz, le 19 octobre 1623. Elle passe ensuite, par alliance, entre les mains de la famille de Kernezne qui habite Trévarez [Trévaré] entre 1660 et 1759. Cette terre, ainsi que celle de Trégoazec (il n'y avait pas de château à cet endroit à cette époque), est acquise peu après par la famille Monjaret de Kerjégu. D'une superficie de 2 600 ha, le domaine possède 1 200 ha de terres labourables divisées en quarante exploitations, 700 ha de landes, 700 ha de bois.
En août 1655, le Père Julien Maunoir prêcha une Mission à Saint-Goazec (il en avait prêché une le mois précédent à Laz).
Une papeterie existait sur les bords de l'Aulne au moulin de Saint-Goazec ; elle appartenait au marquis du Grego qui la louait en 1772 à Jean Guedon ; elle fonctionnait encore en 1794 selon Jacques Cambry.
Selon Louis Charpentier, dans une monographie intitulée "De Funnay à Ty Mur. Mémorable aventure d'Escailleurs ardennais qui s'en furent au pays d'Armor, exploiter les pierres d'ardoises", vers 1777 des Ardennais, venant principalement de la région de Fumay, vinrent trouver du travail dans les ardoisières de la vallée de l'Aulne, apportant avec eux l'art de mieux tailler l'ardoise. Dans l'impossibilité de trouver leur lieu réel d'origine, P.-A. Limon les surnomme "Parisiens" dans son livre "Usages et règlements locaux en vigueur dans le Finistère" publié en 1857, et les ardoises bretonnes furent surnommées "parisiennes". Cette immigration concerna principalement les communes de Port-Launay, Châteaulin, Lopérec, Saint-Coulitz, Pleyben, Lothey, Gouézec, Lennon, Spézet, Motreff, Châteauneuf-du-Faou et Saint-Goazec. Les noms de famille se sont transformés au fil du temps : les Waslet sont devenus Voachelet, Les Lefèvre sont devenus Lefeuvre, les Bouchy Bouché, etc..

### Révolution française
Pendant la Révolution française, le domaine de Trévoazec passe aux mains d'Antoine-Henry d'Amphernet de Pontbellanger, un chef chouan décédé le 24 février 1796 à Médréac après être tombé dans une embuscade tendue par des soldats du général Hoche ; il avait été dénoncé par son épouse, la marquise Louise Bot du Grégo, qui était la maîtresse du général Hoche. Les Bleus, en reconnaissance des services qu'elle leur rendit, rasèrent l'église de Trégoazec, mais laissèrent intactes ses terres et son manoir de Trévarez.

### LeXIXesiècle

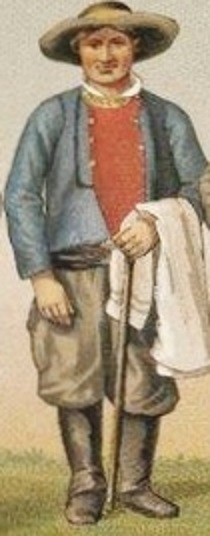
Homme de Saint-Goazec (dessin d'Albert Racinet publié en 1888).

La commune de Saint-Goazec est connue pour ses sabotiers/charbonniers qui vécurent au cours des siècles passés (XVIIIe-XIXe siècle) dans les forêts et bois environnants et pour ses ardoisières dont l'exploitation s'est interrompue dans les années 1950-1960.

#### Saint-Goazec vers le milieu duXIXesiècle
Frank Davies fait cette description de la campagne aux alentours de Laz et Saint-Goazec vers 1854 dans un livre publié initialement en anglais en 1875 : « Chaque fourré, à une certaine distance de la ville, abrite un renard, un loup ou un sanglier. Et plus, dans certains d'entre eux, comme Laz, Coat-Quéinnec et Kilvern [en Saint-Goazec], on trouve chacune de ces espèces et même des chevreuils et du plus petit gibier » Il décrit en ces termes les paysans de Coat-Quéinnec et Kilvern : « Ils étaient tous vêtus de peaux de biques foncés, de pantalons de toile boutonnés jusqu'à la cheville, de gros sabots bourrés de foin, de chapeaux ronds à larges bords avec de longs rubans ombrageaient leurs épaules. (...) Les femmes montent à califourchon tandis que les hommes sont assis les deux jambes pendantes du même côté. (...) Ils n'utilisent pas de selles qui semblent encore inconnues ».

#### L'ardoisière du Rick

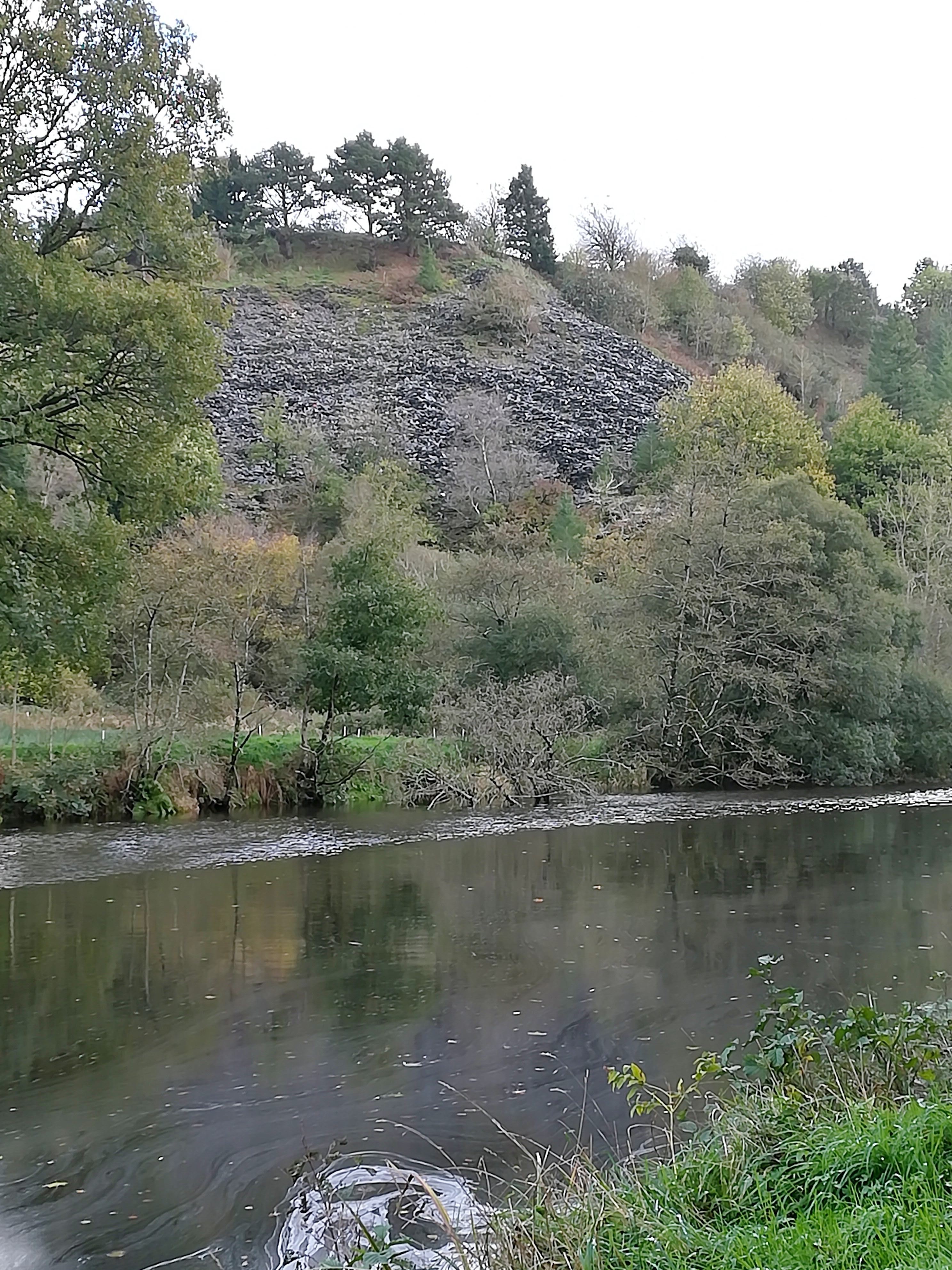
Le terril de l'ardoisière du Rick en bordure du Canal de Nantes à Brest.

À Saint-Goazec plusieurs petites ardoisières à ciel ouvert se développèrent dans le courant du XIXe siècle à Rosalvez, Prat Trévily, Vernic, Kermorvan (fermée en 1938), Guernagoc et Le Rick, cette dernière, possédée à partir de 1849 par Louis de Kerjégu.
L'ardoisière du Rick fut la plus grande carrière à ciel ouvert de Bretagne : 80 mètres de profondeur, 180 mètres de longueur, 160 mètres de largeur, la veine ardoisière offrant 50 mètres de puissance. Elle fut exploitée initialement sous le nom de Mengleuz-Moger et reprise en 1866 par la famille de Kerjégu. En  1866, elle employait 200 ouvriers ; 1904, 170 carriers y travaillent, mais la Première Guerre mondiale et la crise de 1929 vont provoquer son déclin (elle n'emploie plus que 12 ouvriers en 1935, les effectifs remontant à 61 ouvriers en 1938). Le 18 mars 1937, un gigantesque éboulement détruit une partie de l'exploitation. Le Rick est converti en exploitation souterraine en 1938. Elle ferme après la Seconde Guerre mondiale, et a connu une réexploitation temporaire modeste, de nature artisanale, des années 1960 jusqu'en 1978 (famille Crublé), date de sa fermeture par la DRIRE qui juge l'exploitation trop dangereuse.

#### La ferme-école de Trévarez
La ferme-école de Trévarez est créée en 1847 par Louis de Kerjégu. En 1865, son siège est transféré à Kerwazec, en plein cœur des montagnes Noires. D'une superficie de 188 ha, dont 40 ha de terres labourables, 16 ha de prés, 118 ha de bois, la ferme-école voit ses bâtiments achevés en 1866 et accueille chaque année une dizaine d'apprentis. La ferme-école a largement contribué à développer les nouveaux procédés de culture, l'irrigation, le drainage, la propagation des plantes fourragères, etc.

#### La fin duXIXesiècle
Un rapport d'avril 1872 indique que Saint-Goazec fait partie des 28 communes du Finistère à être encore sans école.
Aux alentours de 1900, Paul Joanne écrit : « L'ignorance et la misère des gens de Motreff, de Saint-Hernin, de Saint-Goazec, de Leuhan sont proverbiales en Bretagne : dans quelques fermes, les paysans mangeaient leur soupe, il n'y a pas si longtemps, dans des écuelles creusées dans la table ».

### LeXXesiècle

#### La Belle Époque
Le sous-préfet de Châteaulin, dans une lettre datée du 23 décembre 1902, reconnaît qu' « il serait difficile de prêcher en français, la majeure partie des habitants ne connaissant que le breton ».

#### La Première Guerre mondiale
Le monument aux morts de Saint-Goazec porte les noms de 89 soldats morts pour la France pendant la Première Guerre mondiale ; parmi eux, à titre d'exemplen le sous-lieutenant Jean Cozic, mort le 20 juin 1915 des suites de ses blessures dans l'ambulance à Senlis-le-Sec (Somme), qui fut cité à l'ordre de l'Armée et fait chevalier de la Légion d'honneur à titre posthume, et ses deux frères François, prêtre, tué à l'ennemi le 8 septembre 1914 à Fère-Champenoise (Marne) et Yves, religieux, mort ses suites de ses blessures le 15 septembre 1914 à Jonchery-sur-Vesle (Marne), décoré de la Médaille militaire ; parmi les autres, trois au moins sont décédés en Belgique dont deux (Jean Gaonac'h, Louis Lucas) dès 1914 et le troisième (Pierre Lohéac) le 9 novembre 1918 (il fut parmi les derniers morts de la guerre) ; Michel Guillou est mort en captivité en Allemagne ; la plupart des autres sont décédés sur le sol français (dont Pierre Hervé, séminariste, décédé des suites de ses blessures le 25 juillet 1918 à l'hôpital de Coulommiers (Seine-et-Marne), décoré de la Médaille militaire et de la Croix de guerre.

#### Le château de Kervoazec

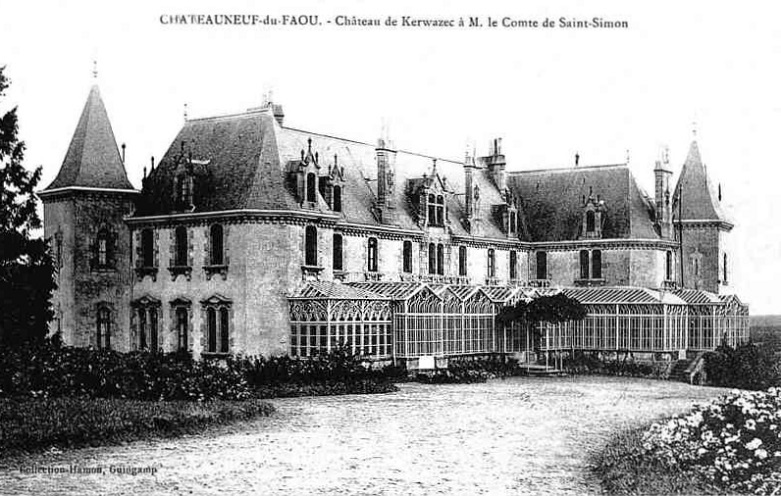
Le château de Kervoazec vers 1900 (carte postale).

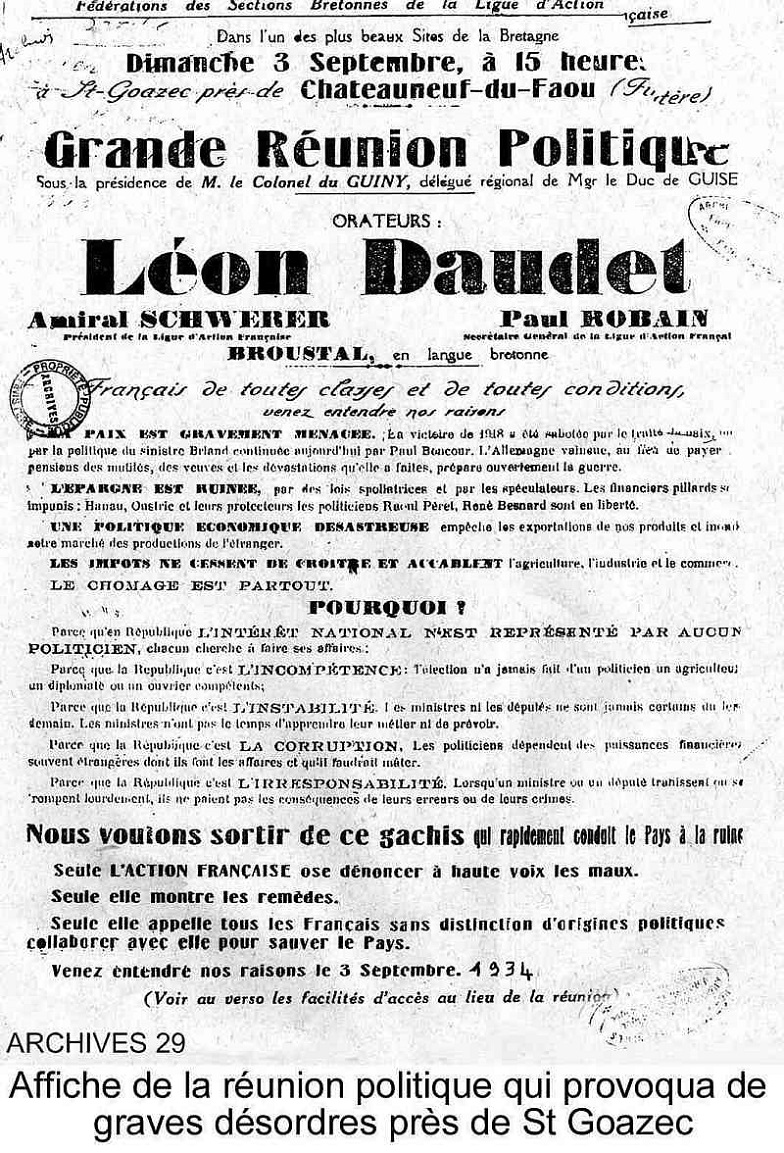
Affiche politique concernant une réunion de l'Action française organisée en 1934 au château de Kervoazec.

Le château de Kervoazec fut construit vers 1860, à l'emplacement de l'ancien village de Tregoazec (qui comprenait trois hameaux dénommés Trégoazec Creis, Tregoazec Huella et Tregoazec Izella), par Louis Monjaret de Kerjégu, député et conseiller général du Finistère qui y pratiqua l'élevage des chevaux et y créa une ferme-école ; sa fille Anne Monjaret de Kerjégu épousa le comte Eudes de Rouvroy de Saint-Simon (né le 5 juin 1854 à Lorient, décédé le 31 janvier 1935 à Saint-Goazec), maire de Saint-Goazec entre 1919 et 1929, neveu de Claude Henri de Rouvroy, comte de Saint Simon, fondateur du saint-simonisme), qui lui fit construire Ker Maunoir, une jolie demeure au fond du parc pour sa fille. Une part importante des terres de Saint-Gozdc appartenait au comté de Saint-Simon.
À partir de 1932, après la mort d'Eudes de Rouvroy de Saint-Simon, le château, dénommé alors « Château de Saint-Simon », devint la propriété de Pierre de Foucault, baron de Tournebu (1888-1972), en raison de son mariage avec Geneviève de Rouvroy de Saint-Simon, fille d'Eudes de Rouvroy de Saint-Simon, qui y ouvrit un ouvroir à dentelle entre 1916 à 1928. Homme du XIXe siècle, partisan de l'Action française dont il préside la section locale, il y organisa d'importantes réunions politiques à laquelle participèrent notamment Léon Daudet et de nombreux Camelots du roi. Le château fut occupé par l'armée allemande à partir de mai 1944 puis servit de centre de regroupement pour les enfants de Brest. Le baron de Foucault, autonomiste breton, dénonca des résistants à la police de Vichy pendant la Seconde Guerre mondiale ; condamné à mort par la Résistance, il ne fut pas assassiné ; par contre le fils du comte, Gérard de Saint-Simon, fut résistant, chef de section de la Compagnie "Victoire".
Le domaine s'étendait alors sur une cinquantaine d'hectares, formé de jardins (dont un jardin d'hiver avec d'exceptionnelles plantes exotiques) et de bois, disposant aussi d'un étang alimenté par une source, laquelle est désormais exploitée commercialement pour vendre de l'eau de source (marque « Isabelle »). Le parc actuel ne fait plus que 8 ha, le reste ayant été progressivement vendu dans la décennie 1950.

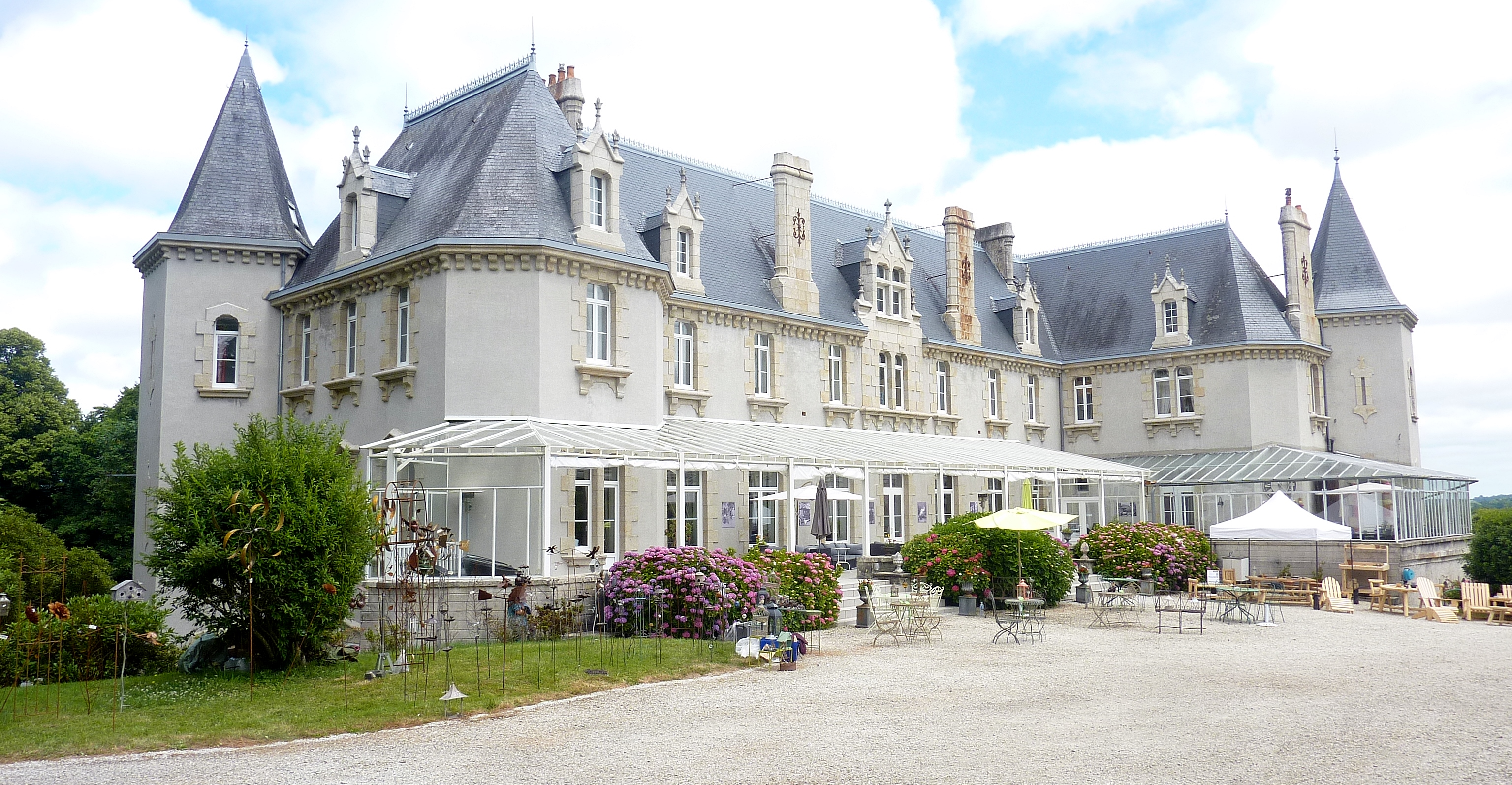
Le château de Kervoazec vu du sud-ouest (façade avant).
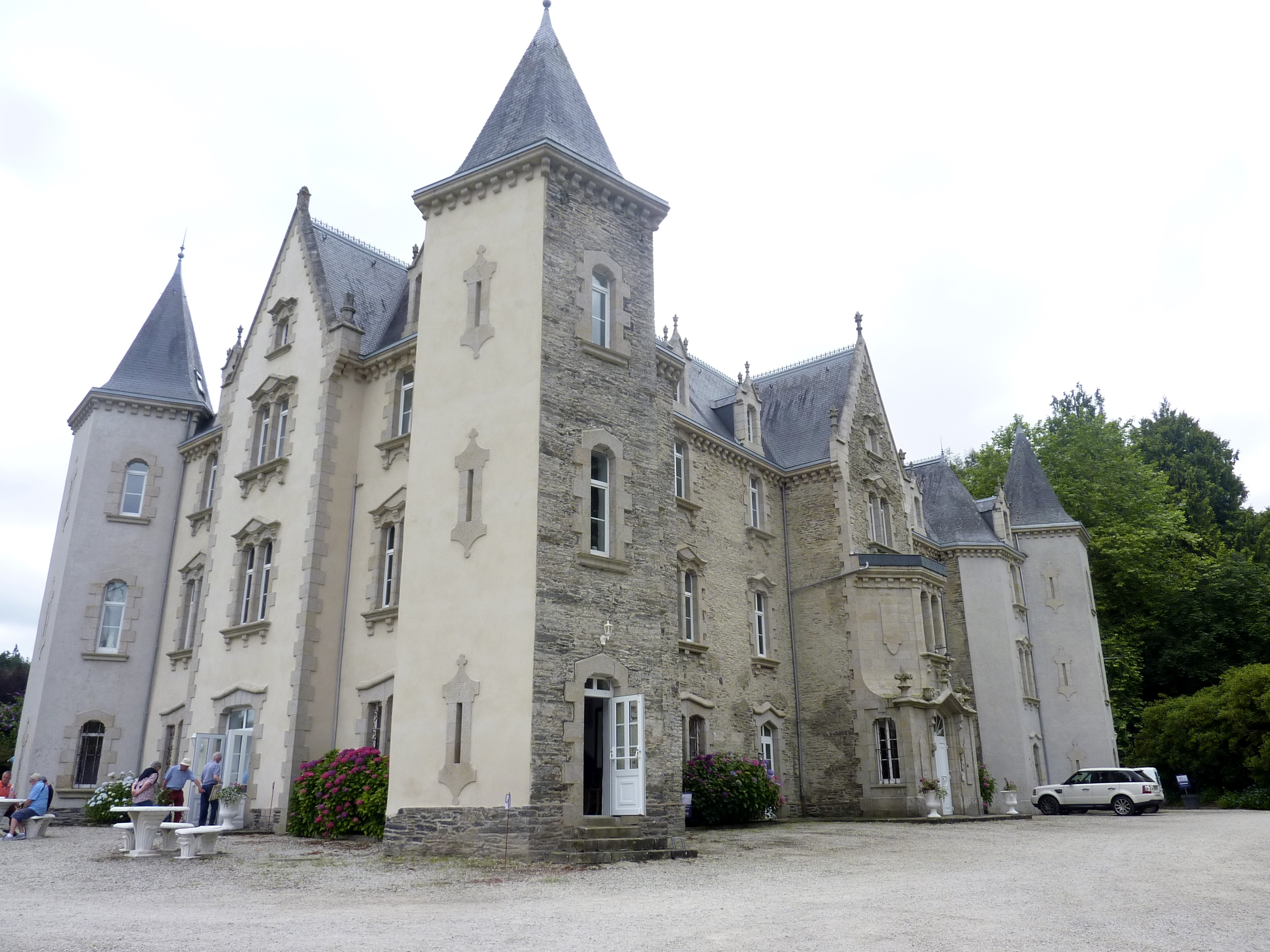
Le château de Kervoazec vu du nord-est (façade arrière).
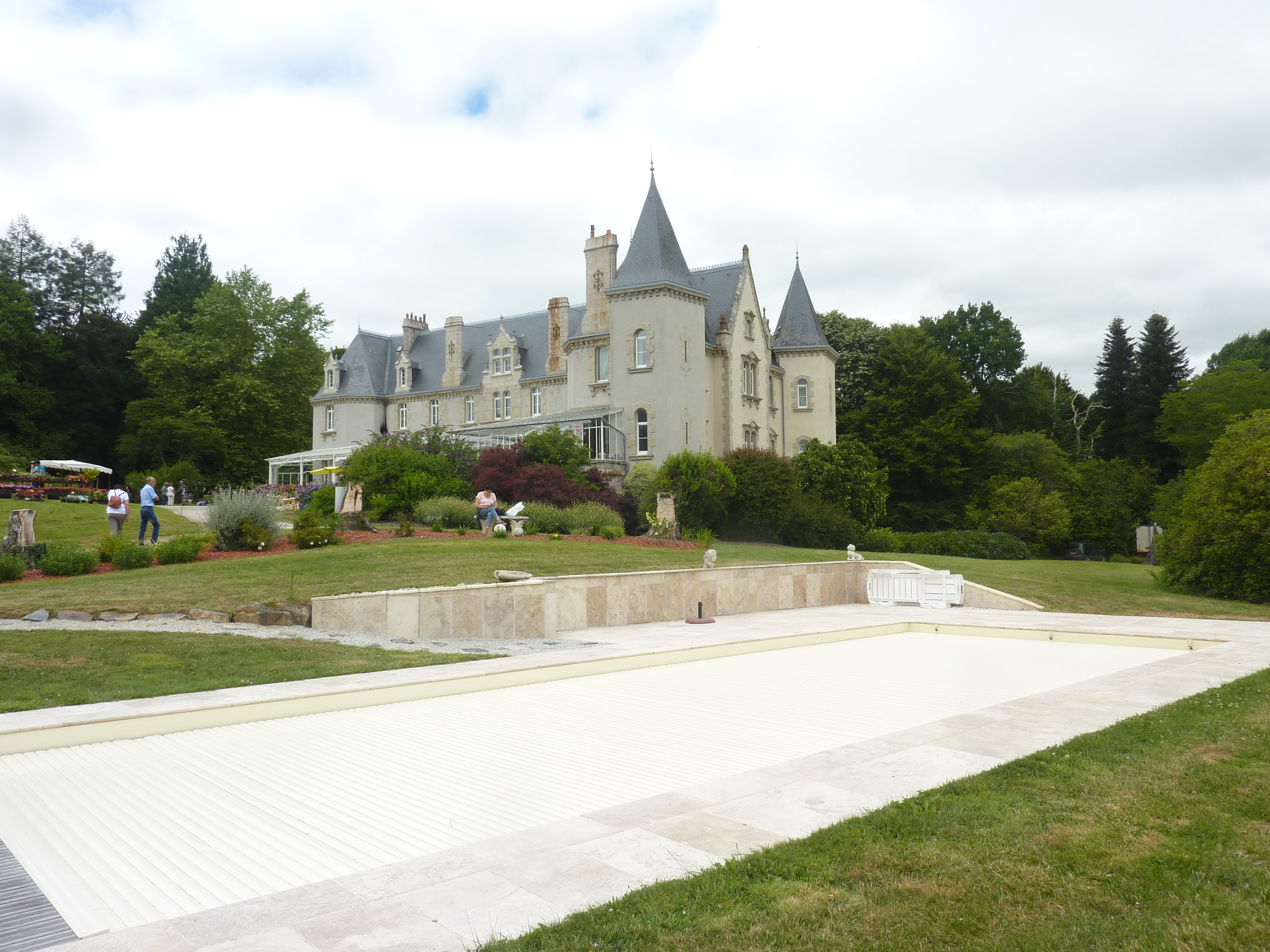
Le château de Kervoazec vu depuis sa piscine.
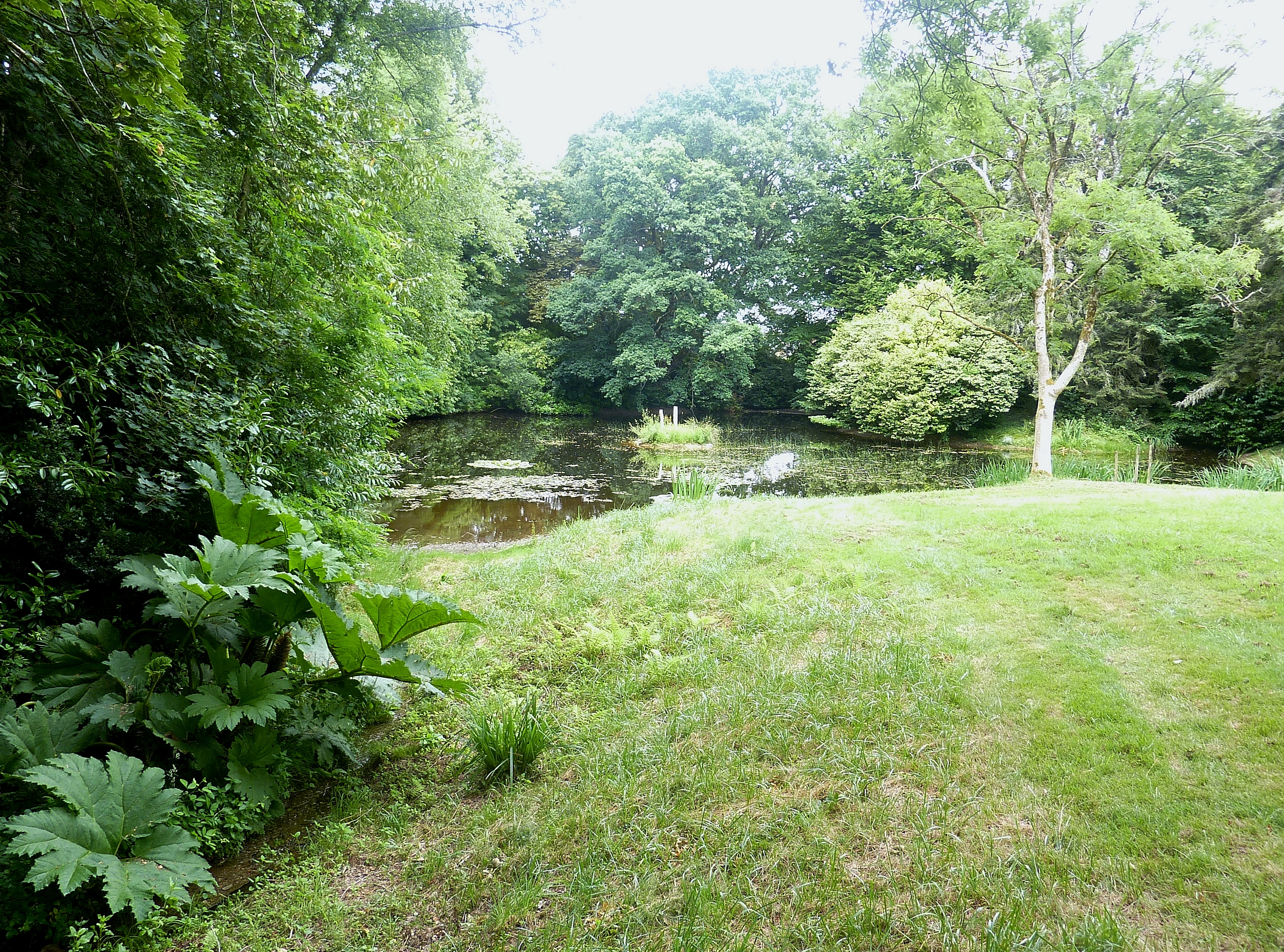
Étang dans le parc du château de Kervoazec.

#### La Seconde Guerre mondiale
Le monument aux morts de Saint-Goazec porte les noms de 20 personnes mortes pour la France pendant la Seconde Guerre mondiale

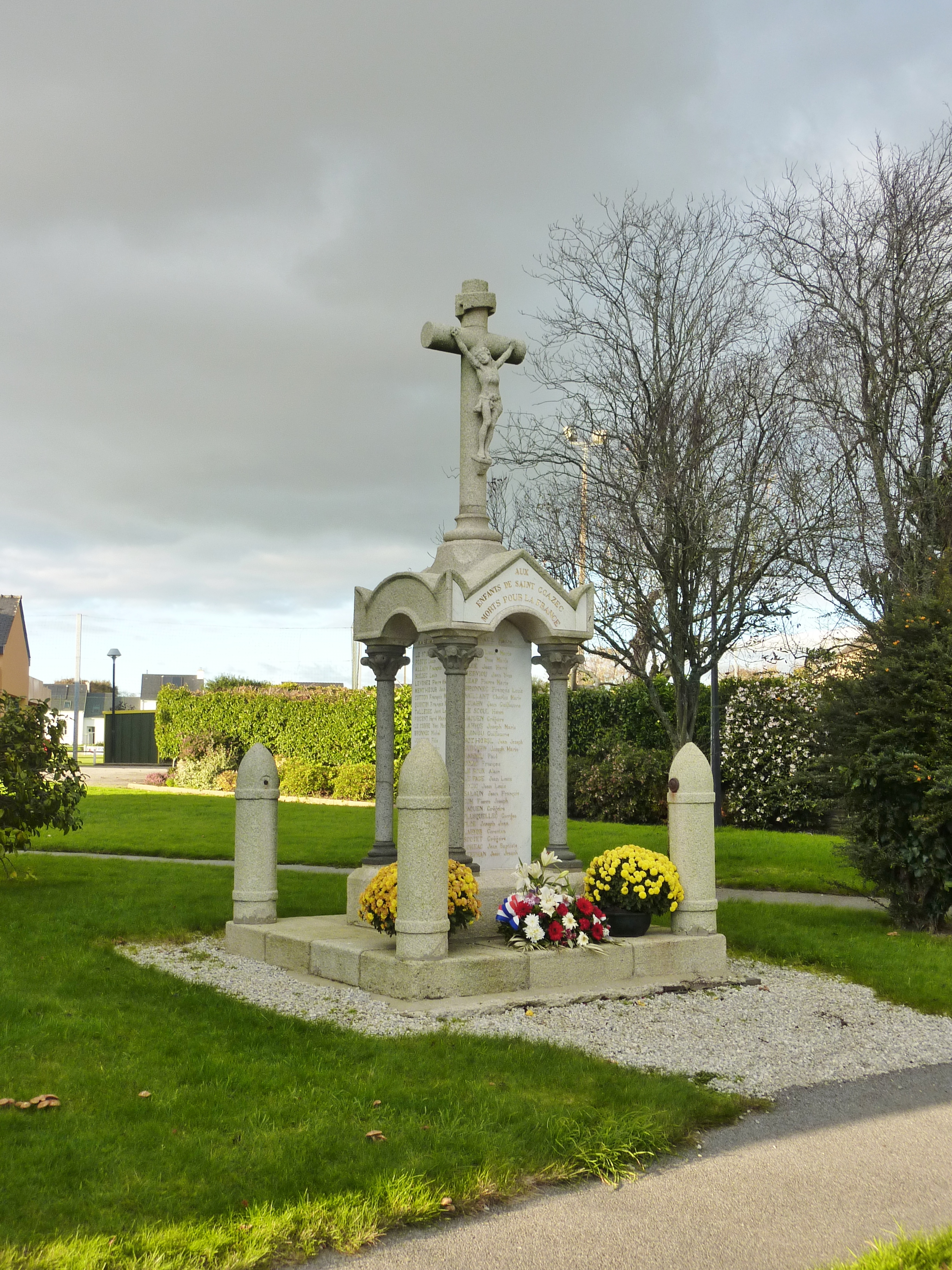
Saint-Goazec : le monument aux morts.

Dans la nuit du 29 au 30 mars 1944, Yves Herviou, sa femme Marie née Thomas et leur fille Denise âgée de 17 ans, sont tués par des "Russes Blancs" dans leur maison, à Kroaz-An-Teurec lors d'une rafle. Les raisons de ce massacre ne sont pas connues - il n'y a pas eu de témoin.

##### Le maquis de Saint-Goazec - Spézet: le bataillon Stalingrad
« C'est sur les contreforts de la colline de Kastel-Ruffel que la Résistance finistérienne, se rebellent contre l'occupation allemande et son organisation du Service du travail obligatoire trouve (...) le lieu le plus adéquat pour l'implantation, en juillet 1943, du premier maquis de Bretagne, celui de Saint-Goazec-Spézet : simple déterminisme géographique ! Du haut de ses 282 mètres, la vue à Kastel-Ruffel porte à 360°, au nord sur toute la vallée de l'Aulne jusqu'à la ligne bleue des Monts d'arrée, au sud sur les hautes vallées de l'Odet er de l'Isole : c'est un avantage considérable pour qui veut voir dans être vu... ».
Le premier maquis de Bretagne, le "bataillon Stalingrad", appelé aussi "maquis de Saint-Goazec - Spézet", est fondé au village de Kervigoudou en Saint-Goazec, fin avril 1943 à l'instigation de Daniel Trellu, et en présence d'Hippolyte Balc'h, instituteur à Saint-Goazec, d'Yves Le Gall, de Châteauneuf-du-Faou et de Marcel Cariou de Pont-l'Abbé.
Les premiers recrutés au printemps 1943 sont 8 réfractaires au S. T. O. de Pont-l'Abbé (Noël Guyader, Marcel Le Moal, Lucien Lebrun, René Le Bolzer, Lucien Mavric, Jo Larnicol, Jean Le Berre, Pierre Durand, mais cinq d'entre eux abandonnèrent ce maquis assez tôt, y trouvant les conditions de vie trop difficiles, seuls Lucien Guenneau, Marcel Cariou et René Le Bolzer y restant). Partis de Pont l'Abbé en juin, ils passent une semaine à Plomelin chez M. et Mme Bordier puis sont accueillis début juillet 1943 par Jean-Louis Berthélémé dans sa ferme de Kersalut en Plonévez-du-Faou, et conduits à Kervigoudou vers le 21 juillet. Ils sont rejoints peu après par 4 Camarétois, puis en septembre 1943 par 8 autres Camarétois, car la plupart des hommes de Camaret étaient réquisitionnés pour travailler pour le compte des Allemands dans la base aéronavale de Poulmic où certains, soupçonnés d'avoir commis des attentats, jugeaient plus prudent de prendre le maquis.
Les jeunes maquisards s'installent à l'orée du bois "Coat Quéinec" dans un vieux moulin désaffecté à la limite de Saint-Goazec et Spézet,. D'autres les rejoignent peu après, comme Yves Le Page, réfractaire du STO et Hervé Laniel, tous deux de Pleyben, deux Tchèques déserteurs de l'armée allemande, etc. Le moulin ayant été repéré par les Allemands, les maquisards dressent leur campement au plus profond des bois et se déplacent très souvent. Sur la journée, ils participent aux travaux agricoles, ceci leur permet de nouer des relations avec la population.
Les opérations menées par le maquis de Saint-Goazec - Spézet ne sont pas spectaculaires dans ses premiers mois d'existence, le but des maquisards était de créer un climat d'insécurité pour les troupes allemandes basées dans la région.
Ces actions sont de 4 types :
- se procurer des armes : plusieurs attaques de soldats allemands isolés ;
- se procurer des vivres : vols de tickets d'alimentation dans les mairies de Spézet et Saint-Goazec, hold-up dans des perceptions, vols de tabac (les débitants de tabacs sont remboursés) ;
- punitives : contre les collaborateurs notoires et contre les espions (dans le cas des espions et traîtres, ils sont exécutés - on ne peut pas faire de prisonniers au maquis) ; des fermes appartenant à des paysans aiséset refusant leur aide aux résistants sont aussi incendiées.
- sabotages : lignes électriques, incendie d'un dépôt de fourrage destiné à l'armée allemande  .
René Galand a écrit : « On envoya des équipes avec du plastic et des détonateurs pour détruire les lignes de chemin de fer et les ponts. (...) Nous avons erré de-ci de-là à travers le pays, des limites de Landeleau à celles de Pleyben et de Laz à Plonévez. C'est pendant la nuit que nous nous déplacions ».
De nombreuses rafles sont organisées par les Allemands, certaines mobilisent plus de 400 soldats, l'ennemi imagine que le nombre des maquisards est très important, en réalité ils ne sont au maximum qu'une vingtaine. Ces grandes rafles ont leurs limites, la population prévenant les maquisards qui se dispersent aussitôt. Les "descentes" dans les commerces fréquentés par les patriotes sont bien plus efficaces. C'est ainsi qu'au mois de novembre 1943 que les premières arrestations eurent lieu. Yves Bevin et Maurice Cam, ce dernier originaire de Pont-de-Buis, sont arrêtés au Fell en Spézet le 24 novembre 1943, emprisonnés à Quimper et fusillés le 21 avril 1944 en compagnie de 32 autres résistants sur la plage de Steir-Poulguen à Penmarc'h. Le 8 juillet 1944, Jean Pennec, Jean Lancien et Roger Signor sont arrêtés lors d'une rafle à la gare de Gourin alors qu'ils venaient chercher des aviateurs alliés abattus (Jean Pennec parvint à s'échapper de la prison Saint-Charles de Quimper où il avait été transféré et à regagner, pieds nus dans la neige, le maqui, échappant ainsi au peloton d'exécution).
Pourchassés par les Allemands, les autres maquisards se cachent pendant l'hiver 1943-1944 dans le bois de Conveau, à cheval sur les communes de Tréogan (Côtes-du-Nord) et Langonnet (Morbihan) dans les Montagnes Noires; ils trouvent aussi refuge dans une maison isolée située à 1 km du bourg de Plévin (Côtes-du-Nord) sur la route de Paule. De là, ils mènent des expéditions punitives, rançonnant en particulier des personnes soupçonnées de collaboration. Le 21 janvier 1944, après avoir rançonné un notable du bourg de Plévin qui était un collaborateur notoire, sept maquisards font irruption dans le village de Gartulan en Plévin dans le but de trouver de l'argent et tuent deux paysans, Joseph Hourman et Corentin Mahé qui tentent de s'y opposer. Une opération de police consécutive à ces assassinats entraîna une dizaine d'arrestations ; trois des maquisards ayant participé à cette opération furent arrêtés, puis exécutés à Rennes le 19 mars 1944 ; d'autres (Roger Le Signor et Jean Lancien), furent fusillés au Poulguen en Penmarc'h en avril 1944. Un procès tenu en 1947 entraîna pour ces deux crimes l'arrestation de deux autres personnes, qui furent condamnées à respectivement 15 et 10 ans de travaux forcés.
Ce maquis éclata au début de l'année 1944 en deux groupes, l'un, qui devint le "Bataillon Stalingrad", dirigé par Lucien Guenneau, restant dans le giron du Parti communiste clandestin, refusant désormais d'attaquer des cibles civiles, l'autre, "incontrôlé", comprenant notamment Jean Pennec, dit "Capo", Georges Saint-Cyr, Simon Vigouroux, Joseph Scotet et partisan d'actions beaucoup plus dures.
L'abbé Saout, recteur de Saint-Goazec, autonomiste breton et ami de l'abbé Perrot, qui avait caché un résistant, Jean Quelever, fut un temps suspecté de l'avoir dénoncé, car celui-ci fut arrêté le 12 mars 1944 à Laz et décéda sous la torture.
Le 9 juin 1944, Jean Guivarch est tué et André Le Mignon gravement blessé (il décéda quelques mois plus tard) par une patrouille de feldgendarmes de Châteaulin à l'entrée du bourg de Spézet.
Le 24 juin 1944, onze résistants arrêtés à Spézet le 21 juin 1944, sont fusillés à Rozangat en Lanvénégen après avoir été condamnés à mort par une cour martiale allemande siégeant dans l'école Sainte-Barbe au Faouët.
Dans la nuit du 8 au 9 juillet 1944, les maquisards de Saint-Goazec-Spézet réceptionnèrent au Hellen en Édern trois parachutistes Jedburgh de l'équipe Giles (le capitaine français Le Bel, le capitaine américain Bernard Knox et le sergent opérateur radio anglais Gordon Track), chargés d'encadrer les résistants locaux, sous l'autorité du général Éon et de son adjoint le colonel Passy, parachutés à Kerien (entre Bourbriac et Saint-Nicolas-du-Pélem) dans la nuit du 4 au 5 août 1944 dans le cadre de la "mission Aloès" pour fédérer les actions des mouvements de résistance de Bretagne intérieure. 45 containers d'armes sont aussi parachutés la même nuit du 8 au 9 juillet 1944 à Ty-Roué en Saint-Goazec par trois avions venus d'Angleterre et quatre autres avions effectuent un nouveau parachutage au même endroit dans la nuit du 15 au 16 juillet 1944 et trois hommes (Marcel Siche, dit "Équivalence" ; Jean Bernard, dit "Égalité" et Ambroise Broussard, dit "Équation") qui viennent encadrer les maquis du centre du Finistère sont parachutés le lendemain à Landeleau.
Le 10 juillet 1944 est constituée la section "Leningrad" dont Jacob Mendrès (alias "Jacques Guéguen") reçut le commandement, Jean-Louis Féon et Joseph Riou étant ses adjoints. Marcel Siche, dit "Équivalence", prit la tête du bataillon "Stalingrad", dont l'état-major s'installa à Kerallé en Leuhan.
André Chabas, dit "Dédé le Parisien", est tué le 4 août 1944 à Poulodron en Châteauneuf-du-Faou lors d'une embuscade tendue par des parachutistes allemands de la 2e division commandée par le général Ramcke.
D'autres maquis se sont constitués en Bretagne à la même époque, notamment les maquis des Montagnes Noires (dit aussi maquis du Bois de Conveau), le maquis de Bubry et Saint-Marcel dans le Morbihan et celui des cimes de Kerchouan en Saint-Bihy au début de 1944 dans les Côtes-du-Nord. Un monument érigé à Gourin porte la mention "À la mémoire des résistants des Montagnes Noires, victimes du nazisme" : 92 noms y sont inscrits. Une plaque commémorative a été apposée dans le hameau du Fell en Spézet en 1993 :"50e anniversaire FFI-FTPF. Hommage au premier maquis de Bretagne créé au printemps 1943 entre Spézet et Saint-Goazec".
Le château de Trévarez, qui servait de centre de repos pour les sous-mariniers allemands, fut bombardé par l'aviation alliée le 30 juillet 1944, puis attaqué dans la nuit du 4 au 5 août 1944 par les sections "Verdun" et "Léningrad" du bataillon "Stalingrad".

## Politique et administration
| Période                                  | Période     | Identité                                  | Étiquette | Qualité                                                                                        |
| ---------------------------------------- | ----------- | ----------------------------------------- | --------- | ---------------------------------------------------------------------------------------------- |
| 1801                                     | 1802        | Menthéour                                 |           |                                                                                                |
| 1803                                     | 1815        | Germain Le Clech                          |           | Cultivateur                                                                                    |
| 1815                                     | 1832        | Jacques Philippe Pierre François Guilloré |           |                                                                                                |
| 1832                                     | 1836        | Germain Le Clech                          |           | Déjà maire entre 1803 et 1815                                                                  |
| 1844                                     | 1859        | David                                     |           |                                                                                                |
| 1860                                     | 1880        | Louis Monjaret de Kerjégu                 |           |                                                                                                |
| 1881                                     | 1884        | Jean Louis Le Clech                       |           |                                                                                                |
| 1884                                     | 1891        | Charles Halna du Fretay                   |           | Gendre de Louis Monjaret de Kerjégu                                                            |
| 1892                                     | 1904        | Charles Plusquellec                       |           |                                                                                                |
| 1904                                     | 1914        | Jean Marie Plusquellec                    |           |                                                                                                |
| 1914                                     | 1919        | Jean François Rivoal                      |           |                                                                                                |
| 1919                                     | 1929        | comte Eudes de Rouvroy de Saint-Simon     |           | Capitaine de cavalerie. Gendre de Louis Monjarret de Kerjégu. Habitait le château de Kervoazec |
| 1929                                     | 1935        | Ambroise Gestin                           |           |                                                                                                |
| 1935                                     | 1943        | Jean Poupon                               |           |                                                                                                |
| 1945                                     |             | P. Le Bihan                               |           |                                                                                                |
| 1947                                     | 1948        | Jean Riou                                 |           |                                                                                                |
|                                          |             |                                           |           |                                                                                                |
| 1953                                     | 1959        | Jean Calvez                               |           |                                                                                                |
| 1959                                     | 1965        | François Quéléver                         |           |                                                                                                |
| 1965                                     | 1969        | Jean Riou                                 |           |                                                                                                |
| 1971                                     | 2001        | Yves Quintin                              | DVG       |                                                                                                |
| mars 2001                                | 2008        | Louis Stervinou                           |           |                                                                                                |
| mars 2008                                | 27 mai 2020 | Jean-Claude Gouiffès                      | SE        | Responsable technique en retraite                                                              |
| 27 mai 2020                              | En cours    | Stéphane Guillou                          |           |                                                                                                |
| Les données manquantes sont à compléter. |             |                                           |           |                                                                                                |

## Démographie
L'évolution du nombre d'habitants est connue à travers les recensements de la population effectués dans la commune depuis 1793. Pour les communes de moins de 10 000 habitants, une enquête de recensement portant sur toute la population est réalisée tous les cinq ans, les populations de référence des années intermédiaires étant quant à elles estimées par interpolation ou extrapolation. Pour la commune, le premier recensement exhaustif entrant dans le cadre du nouveau dispositif a été réalisé en 2007.

En 2022, la commune comptait 730 habitants, en évolution de +2,82 % par rapport à 2016 (Finistère : +2,16 %, France hors Mayotte : +2,11 %).
| 1793  | 1800 | 1806 | 1821 | 1831  | 1836  | 1841  | 1846  | 1851  |
| ----- | ---- | ---- | ---- | ----- | ----- | ----- | ----- | ----- |
| 1 075 | 898  | 986  | 815  | 1 104 | 1 135 | 1 104 | 1 121 | 1 105 |

| 1856  | 1861  | 1866  | 1872  | 1876  | 1881  | 1886  | 1891  | 1896  |
| ----- | ----- | ----- | ----- | ----- | ----- | ----- | ----- | ----- |
| 1 053 | 1 099 | 1 230 | 1 201 | 1 307 | 1 362 | 1 420 | 1 480 | 1 555 |

| 1901  | 1906  | 1911  | 1921  | 1926  | 1931  | 1936  | 1946  | 1954  |
| ----- | ----- | ----- | ----- | ----- | ----- | ----- | ----- | ----- |
| 1 740 | 1 860 | 1 774 | 1 605 | 1 569 | 1 562 | 1 439 | 1 510 | 1 121 |

| 1962  | 1968 | 1975 | 1982 | 1990 | 1999 | 2006 | 2007 | 2012 |
| ----- | ---- | ---- | ---- | ---- | ---- | ---- | ---- | ---- |
| 1 042 | 976  | 845  | 876  | 771  | 725  | 707  | 705  | 713  |

| 2017 | 2022 | - | - | - | - | - | - | - |
| ---- | ---- | - | - | - | - | - | - | - |
| 706  | 730  | - | - | - | - | - | - | - |

## Économie
L'agriculture demeure une activité essentielle à Saint-Goazec.
Les eaux de la source communale de « la  Reine » sont embouteillées et commercialisée par la société SEMA sous la marque « Isabelle ».
Tout près se trouvent une station expérimentale régionale bovine à Trévarez, et une station expérimentale régionale porcine à Guernevez, installées sur le territoire des communes avoisinantes par la Chambre d'agriculture.

## Culture locale et patrimoine

### Lieux et monuments
- Château de Trévarez (1908) : restaurés et embellis depuis 1968 par le conseil général du Finistère, le parc du château et ses jardins bénéficient du label français « Jardin remarquable ». Des expositions, artistiques et florales y sont organisées par l'établissement public Chemins du Patrimoine en Finistère.

- Château de Kervoazec (ne se visite pas).
- Manoir du Vieux Trévarez (Station agricole. Visite possible à certaines dates. Contacter l'office de tourisme de Châteauneuf du Faou).
- Ruines d'un château médiéval.
- Le canal de Nantes à Brest avec l'écluse du Voaquer (Gwaker) et son échelle à saumons et à truites, qui permet à ceux-ci de remonter le cours de l'Aulne pour frayer.

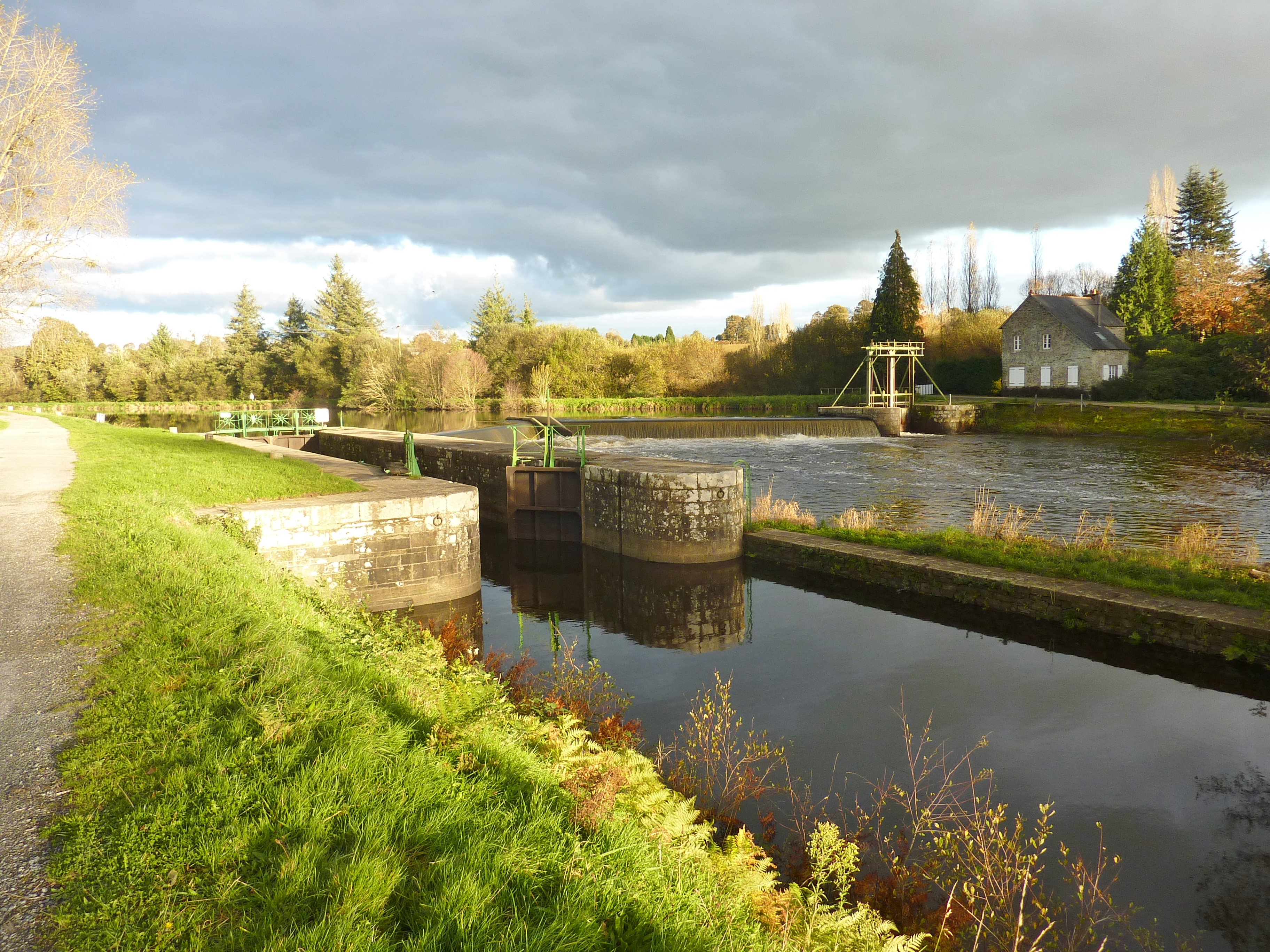
L'écluse du Voaquer (Gwaker) (canal de Nantes à Brest).
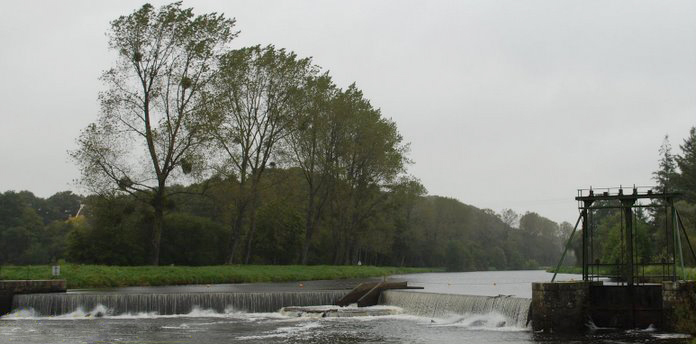
L'écluse du Voaquer (Gwaker) (canal de Nantes à Brest).

- L'église paroissiale Saint-Pierre, construite en 1896[95].

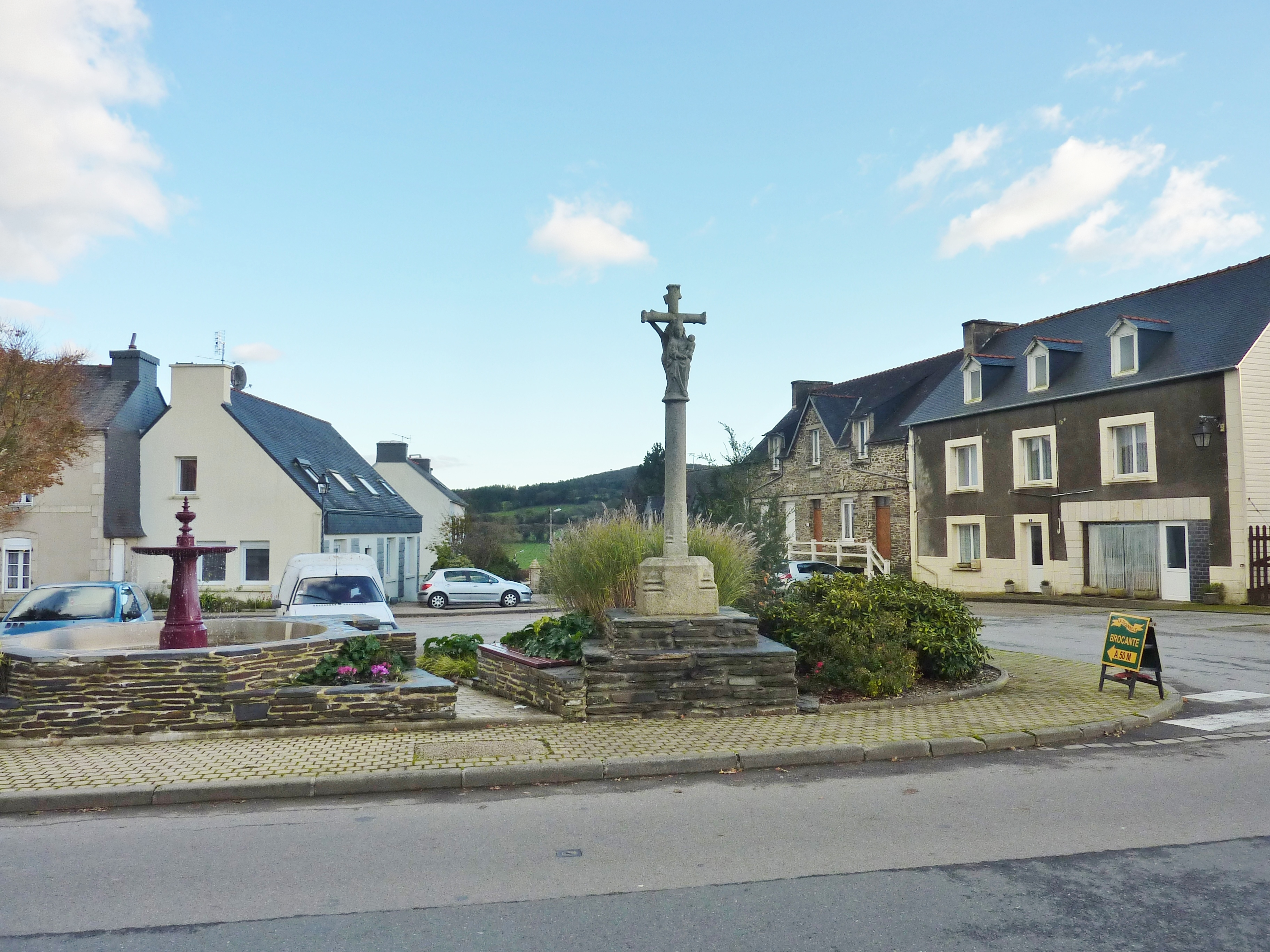
Saint-Goazec : le bourg et son calvaire du XVe siècle.
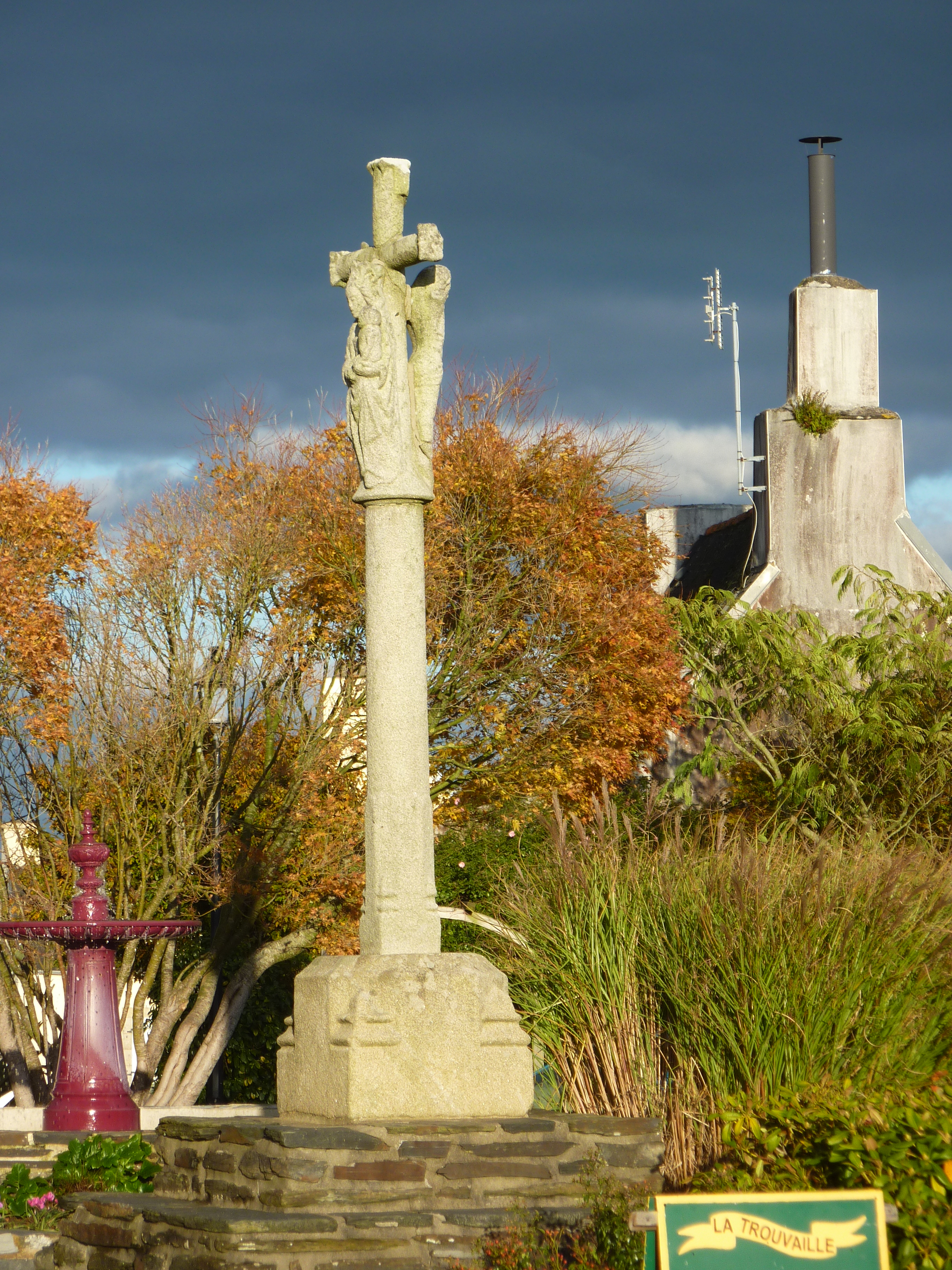
Saint-Goazec : le calvaire du XVe siècle et sa Vierge à l'Enfant.
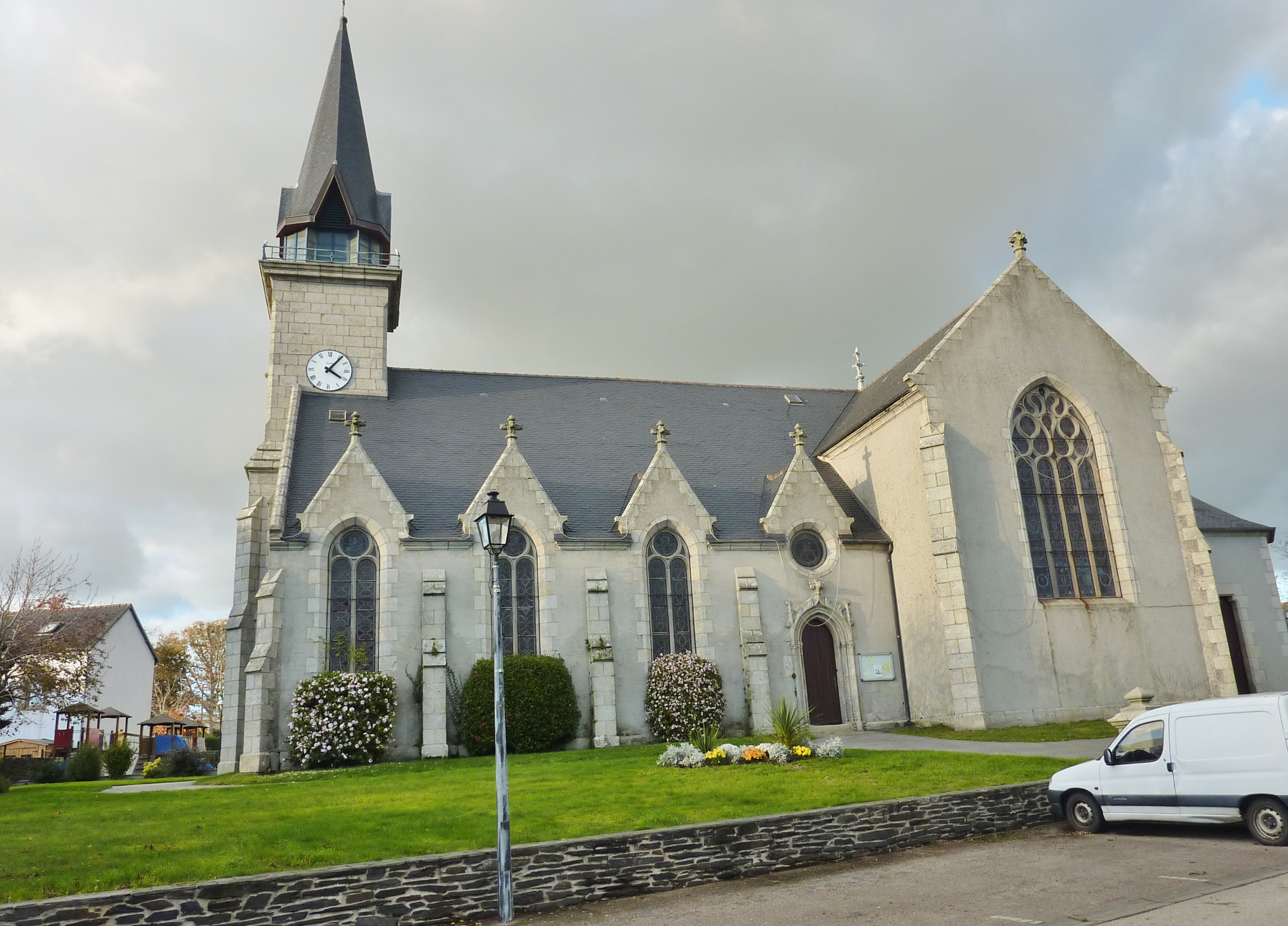
Saint-Goazec : l'église paroissiale Saint-Pierre.

- Le calvaire et sa Vierge à l'Enfant, hélas mutilée, date du XVe siècle[96].
- Divers monuments mégalithiques, notamment l'Allée couverte de Kastell-Ruffel.

Saint-Goazec compte également un camping municipal, un gîte rural et le complexe touristique de Penn ar Pont.

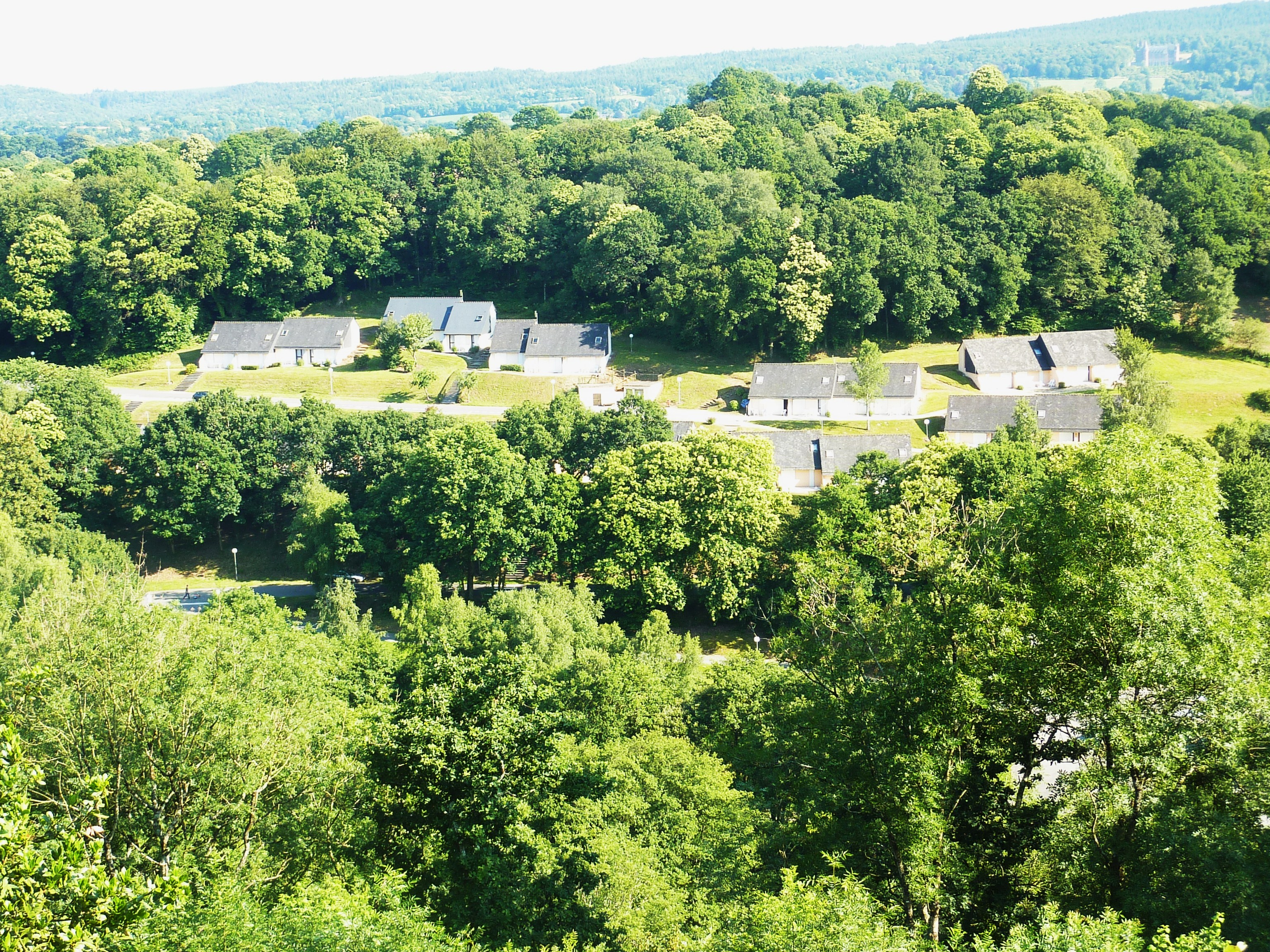
Saint-Goazec : le village-vacances VVF en bordure de l'Aulne (à Penn ar Pont, tout près de Châteauneuf-du-Faou).

- Au lieu-dit Kastell-Rufell se dresse depuis 2008 un radar mono-impulsion de la DGAC[98].

### Personnalités liées à la commune
- Louise du Bot du Grégo, née le 27 août 1770 au château de Trévarez, (à la limite entre Saint-Goazec et Laz), alors un simple manoir servant de relais de chasse, que son père, qui se prévalait du titre de marquis du Grégo et de la Roche-Helgomarc'h, possédait. Elle est mariée au vicomte de Pontbellanger, un noble d'origine normande ; elle participe comme lui à la chouannerie en 1793. Après l'émigration de son mari en Angleterre, on pense, sans en avoir la preuve, qu'elle devint la maîtresse du Lazare Hoche dont elle fut l'une de ses espionne, contribuant à l'arrestation de Charette ; on dit à tort qu'elle aurait même dénoncée son mari, tué lors d'un combat à Médréac par des troupes républicaines ; on dit aussi qu'elle aurait contribué à l'échec de l'expédition d'Irlande de 1796, Hoche préférant sa galante compagnie à la préparation de l'expédition. On dit en fait beaucoup de choses sans en apporter la moindre preuve. Après la mort de son mari, elle épouse en 1797 le colonel républicain Michel Bonté (qui deviendra général) et devient ensuite baronne d'Empire. Elle décède le 17 janvier 1826 et son corps est inhumé dans la chapelle Saint Hubert de Trévarez avant d'être transféré dans le cimetière de Saint-Goazec[99].
- Émile Salaün, né en 1926 à Saint-Goazec, participa à partir de l'été 1944 à la compagnie "Victoire" du réseau de résistance "Stalingrad". Il fut arrêté et détenu pendant une semaine à Sizun, avant d'être relâché. Il devint après-guerre officier dans l'infanterie de marine avant de quitter l'armée en 1961 pour travailler dans l'industrie, puis dans un établissement financier. Il est mort en novembre 2005[100].